# Guido I. da Montefeltro

Wappen des Hauses Montefeltro

Guido I. da Montefeltro, genannt „il Vecchio“ („der Alte“) (* um 1220 in San Leo; † 29. September 1298 in Ancona, begraben in Urbino) war einer der berühmtesten Condottieri seiner Zeit und einer der wichtigsten Anführer der Partei der kaisertreuen Ghibellinen in der Romagna. Er stand in ständigem Konflikt mit der rivalisierenden regionalen Dynastie der Malatesta, insbesondere mit Malatesta da Verucchio (* 1212; † 1312), und mit regionalen Anhängern der gegnerischen Partei der papsttreuen Guelfen, zu denen auch sein Bruder Taddeo da Montefeltro zählte. Außerdem kämpfte er im Dienst italienischer Interessen der letzten Vertreter der Dynastie der Hohenstaufen: Kaiser Friedrich II. († 1250), König Konrad IV. († 1254), Manfred König von Sizilien († 1266) und Konradin († 1268), die sich vergeblich darum bemühten, das Territorium des Heiligen Römischen Reiches in Italien und ihre Ansprüche auf das Königreich Sizilien gegen päpstliche und französische Begehrlichkeiten zu schützen.
Guido war zwischen 1255 und 1266, vor der Vertreibung durch seinen Bruder Taddeo, und von 1282 bis 1283 Graf von Montefeltro sowie Graf von Urbino. Bis 1268 war er stellvertretender Senator (Gouverneur) der Stadt Rom. Er war 1282 Herr von Cesena, Forlì, Senigallia, Jesi und de facto Herr der ghibellinischen Romagna. Als Konsequenz seines Kampfes gegen die päpstlichen Interessen zugunsten der Hohenstaufen wurden ihm 1286 vom Papst alle kirchlichen Lehen entzogen. Gegen Ende seines Lebens versöhnte er sich wieder mit der Kirche und unterwarf sich 1294 Papst Coelestin V. (1294) sowie dessen Nachfolger Papst Bonifatius VIII. (1294–1303). Schließlich trat er in Ancona den Franziskanern bei und verstarb als Ordensbruder.
Sein Andenken wurde in widersprüchlicher Art gewahrt: Einige zeitgenössische Chronisten – wohl mit Sympathie für die Ghibellinen – sahen ihn als herausragenden, taktisch überlegenen Feldherren seiner Zeit und verglichen ihn mit Roland, dem Paladin von Karl dem Großen, und mit dem britischen Helden Artus. Der ebenfalls zeitgenössische Dichter Dante Alighieri (1265–1321) versetzte ihn jedoch in der Göttlichen Komödie in den achten, vorletzten Kreis der Hölle, wo er als „falscher Ratgeber“ in Form einer ewigen Flamme brennen muss.
Guido war der nähere Stammvater der Grafen und (ab 1474) Herzoge von Urbino, die mit Federico da Montefeltro ihre Blütezeit erreichten und mit Guidobaldo I. da Montefeltro (1472; † 1508) in männlicher Linie erloschen. Aus der weiblichen Linie leben, etwa über die Familie Della Rovere, nicht nur in Italien, sondern auch in Deutschland und Österreich bis heute noch Nachkommen, die durch Guido mit der phantastischen Welt von Dantes Göttlicher Komödie verbunden sind.

## Familie

### Vorfahren

Map of Montefeltro

Guido stammte aus einem Seitenzweig der italienischen Adelsfamilie der Grafen von Carpegna, die sich bis in das 10. Jahrhundert zu Udalrico di Carpegna, Herr die Burgen Carpegna und Pietrarubbia (etwa 22 Kilometer nordwestlich von Urbino) zurückverfolgen lässt, der am 16. August 962 von Kaiser Otto I. eine Urkunde über ausgedehnte Landschenkungen erhalten haben soll. Die Familie verfügte über ausgedehnte Besitzungen in der Provinz Pesaro und Urbino in den Marken und in der Romagna.

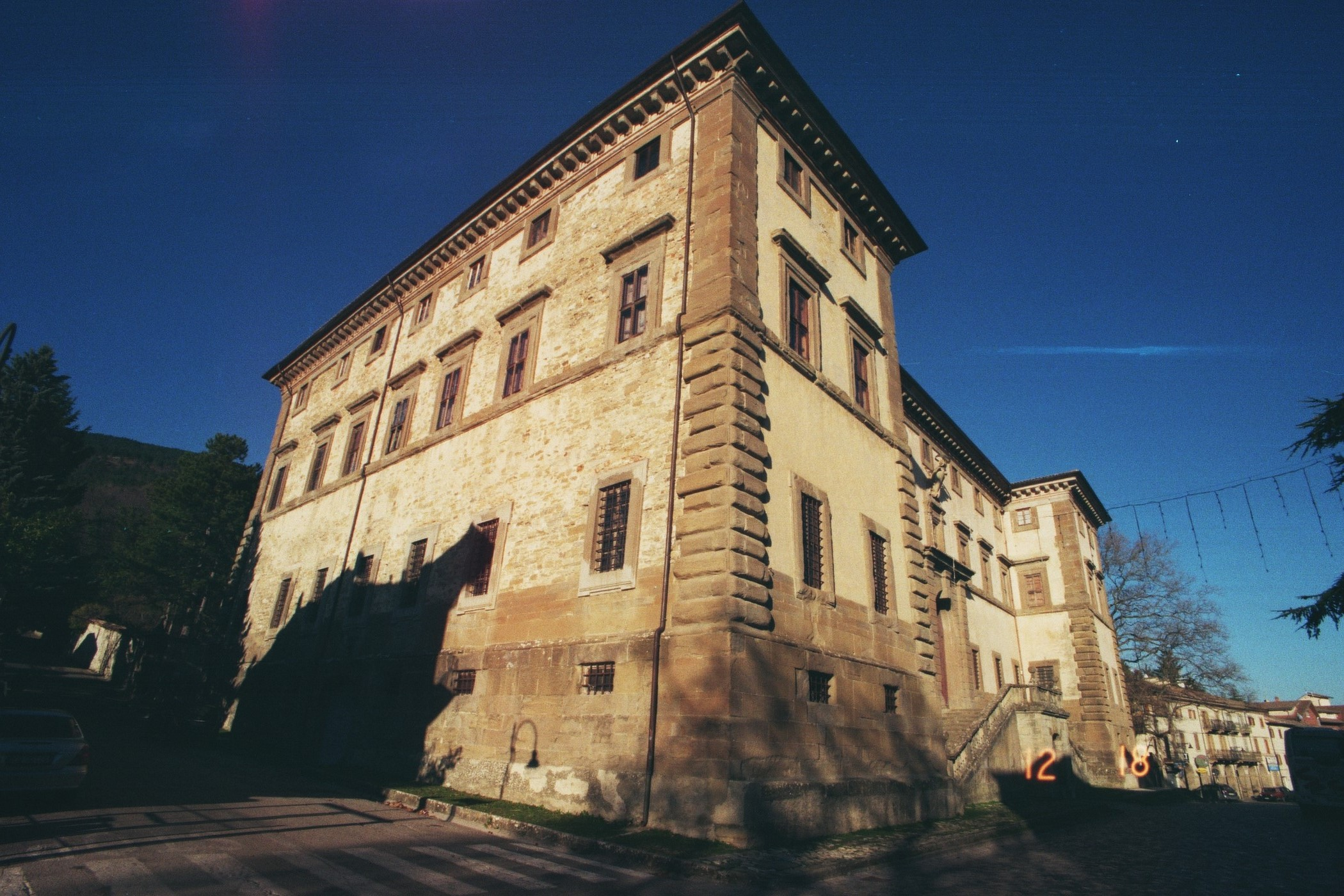
Stammburg der Grafen von Carpegna

Zu den Vorfahren, über die nähere Details bekannt sind, zählt Antonio I. di Carpegna († nach 1184) Graf von Montecopiolo, Herr von Monte Tassi und Monte Grimano (in der Provinz Pesaro) und Urbino in den Marken sowie des nördlichen Teils der Grafschaft Carpegna. Er war – wie später seine Nachkommen – ein treuer Anhänger kaiserlicher Interessen in Italien, daher ein „Ghibelline“ und wurde von Kaiser Friedrich Barbarossa um 1150 mit der Burg San Leo belehnt, die der Kaiser als Teil von Reichsitalien beanspruchte. Da der Burgfelsen seit der Antike den Namen mons feretrius führte, wurde die dazugehörige Herrschaft nach dem Felsen Montefeltro genannt, was zum Namen der Familie wurde. Im Jahre 1155 wurde Antonio I. von Kaiser zum Reichsvikar von Urbino ernannt. Dessen Sohn Montefeltrano I. da Montefeltro (* um 1135; † San Leo 1202) folgte als Reichsvikar und wurde vermutlich zum ersten Grafen von Montefeltro erhoben.

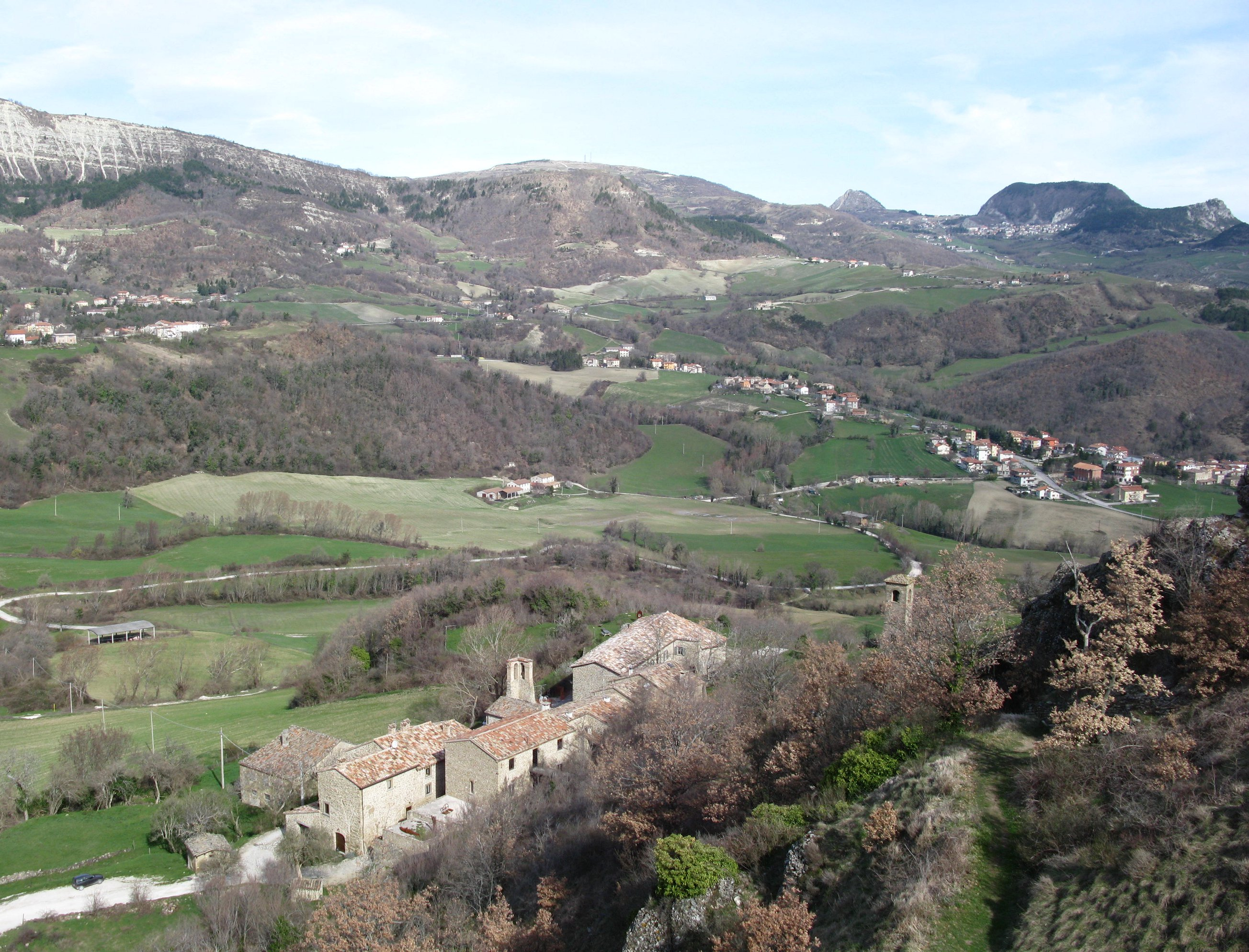
Pietrarubbia

Guidos Großvater, Bonconte I. da Montefeltro (* um 1165; † 1242), ein Sohn von Monfeltrano I., war Graf von Montefeltro und von Pietrarubbia. Er nahm als treuer Gefolgsmann am Feldzug des Kaisers Friedrich II. nach Sizilien teil und wurde von diesem 1226 in Anerkennung seiner Verdienste mit der Grafschaft Urbino belehnt.
Monfeltrano II. da Montefeltro († 1255) wurde am 8. Mai 1213 im Rahmen eines Festes in San Leo zum Ritter geschlagen, an dem unter anderen auch der später heiliggesprochene Franz von Assisi teilnahm. Er war von 1242 bis 1255 Graf von Montefeltro und Pietrarubbia und auch Graf von Urbino, musste jedoch wegen des Widerstandes der Bürger in Urbino auf diesen Titel verzichten und den eines Podestà annehmen. Er diente als Condottiere dem römisch-deutscher König Philipp von Schwaben († 1206) in Sizilien. Der Name seiner Ehefrau – und damit der von Guidos Mutter – ist namentlich nicht überliefert. Ein Bruder von Guidos Vater, Ugolino von Montefeltro, war seit 1332 Bischof von San Leo (Montefeltro) und zugleich einer der wichtigsten Anführer der Ghibellinen in der Romagna. Er wurde deswegen 1245 vom Papst exkommuniziert, aber 1250 – nach Unterwerfung gegenüber Rom – wieder als Bischof eingesetzt. Er starb jedoch bereits 1252.

### Kindheit und Geschwister
Guido, der um 1220 geboren wurde, war als Kind kränklich und schwach, erwies sich jedoch in hohem Alter als stark und widerstandsfähig. Er hatte von klein auf eine besondere Beziehung zum späteren Heiligen Franz von Assisi (* 1181 oder 1182 in Assisi, Italien; † 3. Oktober 1226), denn er wurde von diesem als Kleinkind in den Armen getragen und später, so glaubte er, hätte ihm der Heilige aus zahlreichen Schwierigkeiten geholfen, sodass ihn Guido als persönlichen Schutzpatron ansah und sein Leben schließlich als Mönch des Franziskanerordens beendete.

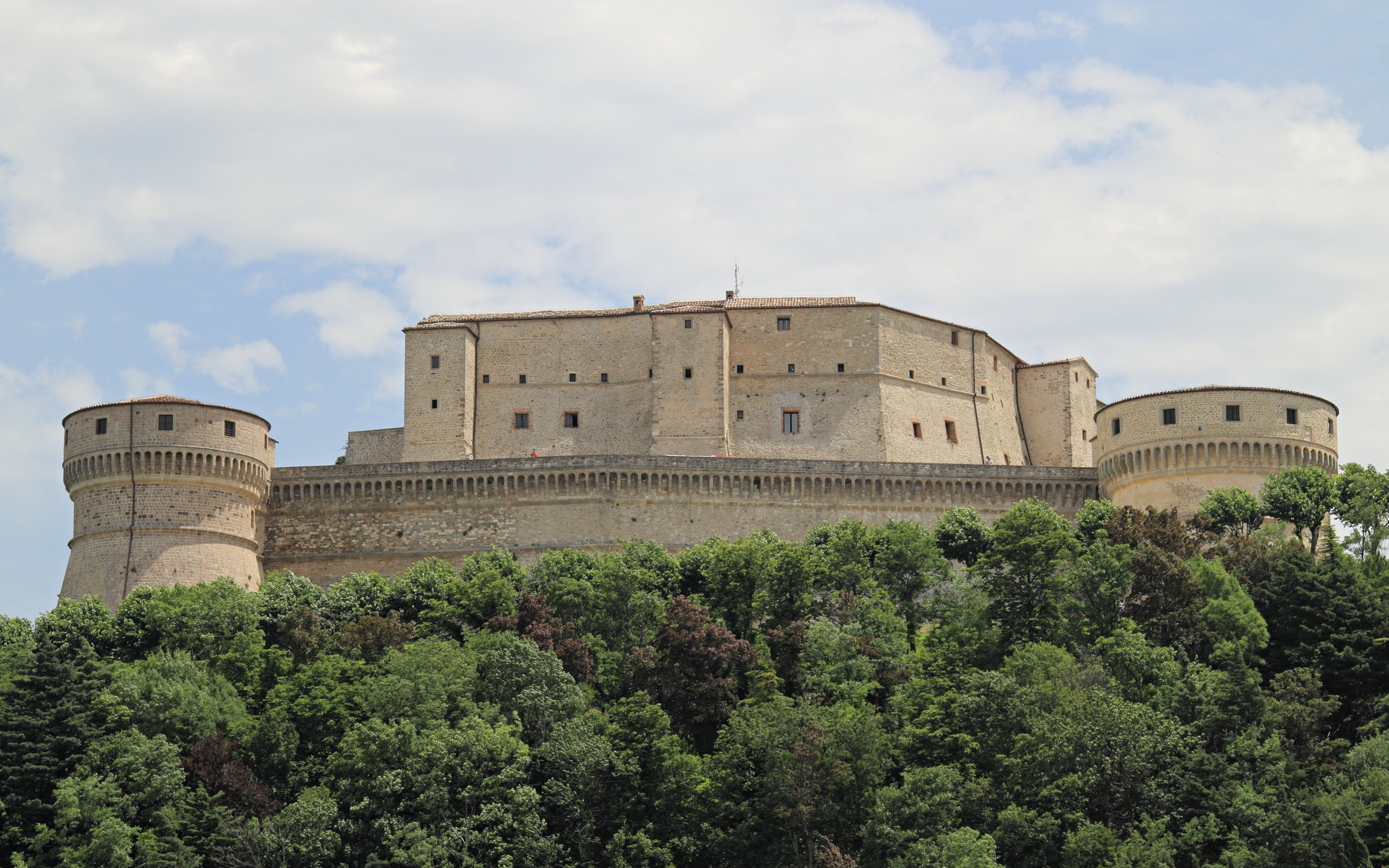
Burg San Leo

Guido wuchs mit seinen jüngeren Brüdern Taddeo, Orlando und Feltrano da Montefeltro in der Burg San Leo in der Provinz Rimini in der Nähe von San Marino und nahe der Adria in der Region Emilia-Romagna auf.
Von diesen erhielt Graf Taddeo da Montefeltro († 1. Mai 1282 in Forlí) als väterliches Erbe die Grafschaft Pietrarubbia (in der Provinz Pesaro und Urbino in den Marken), wandte sich jedoch gegen die traditionell kaisertreue – ghibellinische – Politik seiner Familie, indem er sich der gegnerischen Partei der Guelfen so sehr zuwandte, dass er von Papst Clemens IV. (regiert 1265–1268) Dankschreiben für seinen Einsatz für die päpstlichen Interessen erhielt. Er stand auch im Dienst des päpstlichen Generalvikars und Anführers der Guelfen Karl I. von Anjou König von Sizilien (1278 bis 1285). Möglicherweise unternahm Taddeo diesen Seitenwechsel, um sein Schicksal als Zweitgeborener nachträglich mit päpstlicher Hilfe zu korrigieren, denn 1266 wandte er sich direkt gegen seinen Bruder Guido und usurpierte die Grafschaft Montefeltro. In den Jahren 1261 und 1265 war er guelfischer Podestà von Rimini und 1270 Podestà von Lucca und 1273 sogar Gouverneur des Kirchenstaates. Darüber hinaus kommandierte er die päpstlichen Truppen, die als Repressalie gegen seinen Bruder Guidos Burgen niederbrannten. Er starb in Forli am 1. Mai 1282 – im Kampf gegen seinen Bruder Guido!
In der Folge gelang es Guido, die Grafschaft Montefeltro wieder an sich zu bringen, überließ jedoch die Grafschaft Pietrarubbia 1282 seinem Neffen Corrado di Taddeo da Montefeltro, der jedoch 1290 dem Papst die Treue schwor, Podesta von Forli war, von dort 1298 vertrieben und von seinen Untertanen in Pietrarubbia, die er misshandelt hatte, am 8. Juni 1298 ermordet wurde.
Guidos nächster Bruder Graf Orlando da Montefeltro († 1282) wurde Geistlicher, war ab 27. August 1258 Propst des Kapitels der Kathedrale von San Leo und regierte in der Folge von 1275 bis 1282 als Bischof von San Leo (Montefeltro).
Über seinen jüngsten Bruder Feltrano da Montefeltro, der bei der Aufteilung des väterlichen Erbes am 27. August 1258 nur einige Burgen in der Grafschaft Montefeltro erhielt, ist nichts Näheres bekannt.

## Graf von Ghiaggiolo

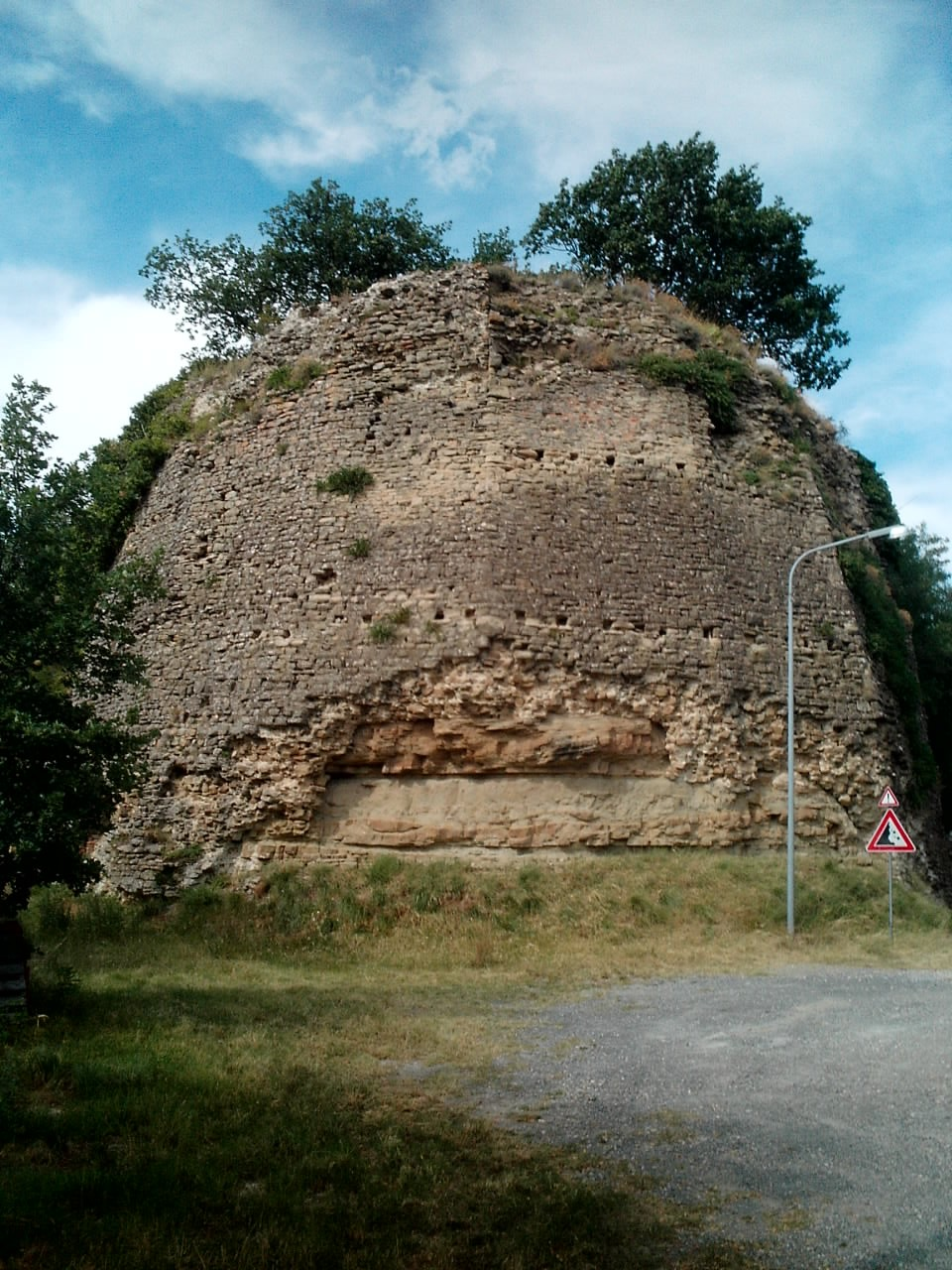
Bastion der ehemaligen Burg Giaggiolo

Durch seine Ehe mit Manentessa di Ghiaggiolo, die aus der ghibellinischen Familie der Grafen von Ghiaggiolo stammte, kam Guido nach dem Ableben seines Schwagers Graf Uberto di Ghiaggiolo 1263 in den Besitz dieser Grafschaft, die sich im Tal des Flusses Bidente-Ronco im Apennin an der Grenze der Toskana mit der Romagna erstreckte und das Gebiet von Cusercoli, Valdoppio und Particeto umfasste. Eine kaiserliche Urkunde vom August 1267 bestätigt diesen Besitz und unterstreicht die Treue und Hingabe Guidos als Graf von Montefeltro und Ghiaggiolo für die kaiserlichen Interessen.
Für Guido bedeutete der Erwerb der Grafschaft Ghiaggiolo einen erheblichen Machtgewinn, nicht zuletzt, da sie ihm einen vermehrten Einfluss auf die ghibellinische Stadt Forli einbrachte, deren Bürgerschaft er erwarb. Von der Burg von Ghiaggiolo, die bereits 1021 urkundlich erwähnt wird, sind heute nur noch Reste der Bastionen erhalten.
Diese Grafschaft blieb jedoch nicht lange im Besitz Guidos, da der ihm feindlich gesinnte Erzbischof von Ravenna, Filippo da Pistoia, der die Grafschaft als kirchliches Lehen ansah, 1263 den erklärten Gegner Guidos, Malatesta da Verucchio (* 1212; † 1312) mit dieser Grafschaft belehnte. Dieser gab sie an seinen zweitältesten Sohn, Paolo Malatesta (* um 1246; † 1285) weiter. Guido widersetzte sich dieser Belehnung im Namen kaiserlicher Rechte und der Ansprüche seiner Frau, sowie im Namen der Erbin des Uberto di Chiaggiolo, dessen Tochter, Orabile Beatrice di Ciaggiolo. Der Streit zog sich hin, bis am 28. August 1269 die Angehörigen des verstorbenen Grafen Uberto von Chiaggiolo, dessen Witwe Beatrice und dessen Tochter Orabilia Beatrice ihre Rechte an der Grafschaft in der Kirche Santa Croce in Urbino um 6520 Pfund an einen Gefolgsmann der Malatesta verkauften. Darüber hinaus heiratete der schon genannte Paolo Malatesta genannt „il Bello“ (der Schöne) 1269 Orabilia Beatrice di Ghiaggiolo, die letzte Erbin der Grafen von Ghiaggiolo. Womit Guido eindeutig von der Erbschaft der Grafschaft ausgeschlossen wurde. Dieser Paolo Malatesta wurde dadurch zum Stammvater der Linie der Malatesta von Ghiaggiolo, die erst 1757 erlosch.

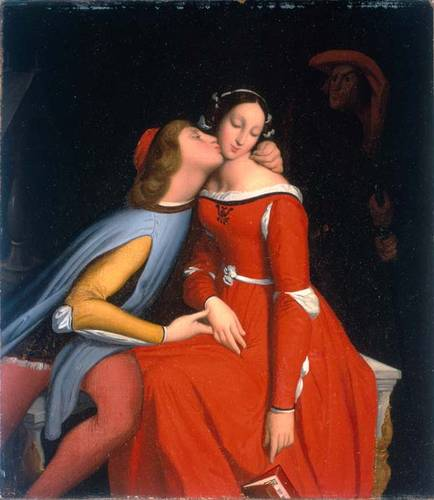
Paolo und Francesca, von Ingres

Weniger glücklich war jedoch Paolos tragisches Ende, das ihn – paradoxerweise – „unsterblich“ gemacht hat, da es von Dante Alighieri – der ihn persönlich kannte – in der Göttlichen Komödie im Fünften Gesang der Hölle (Verse 73 bis 142) beschrieben wurde: Denn Paolo verliebte sich in Francesca da Polenta aus Ravenna, bekannt als Francesca da Rimini, die junge Ehefrau seines erheblich älteren und hinkenden Bruders, Gianciotto Malatesta. Dieser ertappte jedoch die Geliebten in flagranti und erdolchte das Paar in rasender Eifersucht. Das Drama von Paolo und Francesca wurde zur Ikone – für Dante sowie für zahlreiche spätere Interpretationen in Literatur, bildender Kunst und Musik und war im 19. und 20. Jahrhundert Thema mehrerer Opern.

## Guido als Condottiere
Guidos herausragende Rolle als Condottiere zeigte im Kampf gegen die persönlichen Rivalen aus dem Haus der Malatesta sowie gegen die regionalen Anhänger der gegnerischen Partei der Guelfen. Sie beschränkte sich jedoch nicht darauf, sondern wurde von seinem Beitrag zu dem – weit darüber hinausgehenden – epischen Ringen der Dynastie der Staufer zur Erhaltung der Territorien des Heiligen Römischen Reiches in Italien und zur Sicherung ihrer eigenen Herrschaftsansprüche, insbesondere auf Sizilien, überlagert. Diesen historischen Ansprüchen stellten sich die Souveränitätsansprüche des Papsttums, sowie die Expansionsbemühungen Frankreichs in Italien in der Person von Karl I. König von Neapel (* März 1227; † 7. Januar 1285) aus dem Haus Anjou, einem Bruder von König Ludwig IX. von Frankreich (später „Ludwig der Heilige“) entgegen, die diese Ansprüche in Frage stellten und – letztlich erfolgreich – zunichtemachten.

### Regionale Konflikte mit Bologna und den Malatesta
Guidos erbitterte Gegner waren die Malatesta, Herren von Rimini. Dies zunächst aus persönlichen Gründen, da sich Guido bei der Erbschaft seiner Frau bezüglich der Grafschaft Giaggiolo durch die Malatesta hintergangen fühlte. Es kam daher zum Krieg gegen Malatesta da Verucchio (* 1212 in Verucchio; † 1312 in Rimini), in dem Guido jedoch unterlag und daher im Jahre 1269 auf seine Ansprüche auf die Grafschaft Ghiaggiolo verzichten musste. Ein anderer Grund der Gegnerschaft war, dass Guido ein führender Vertreter der Ghibellinen und Malatesta da Verrucchio, Herr von Rimini, ein führender Vertreter der gegnerischen Guelfen war. Die nächste Konfrontation mit Malatesta da Verucchio erfolgte am 20. Juni 1271 in der Nähe der Festung Monteluro, die von Guido gegen Malatesta verteidigt wurde. Guido griff die Belagerer an, trieb sie in die Flucht und nahm 200 gegnerische Kämpfer gefangen. Er rief daraufhin zum Angriff auf Rimini auf, jedoch stürzte sein Pferd, wodurch er von seinen Gegnern gefangen genommen wurde. Es ist nicht bekannt wie Guido wieder die Freiheit erlangte. Er selbst schrieb seine Befreiung der Hilfe des heiligen Franz von Assisi zu.
Im Jahre 1275 kam es in der Romagna zu einer massiven Konfrontation zwischen Guelfen und Ghibellinen die zur Schlacht von San Procolo führte. Anlass war, dass Bologna, das von Guelfen dominiert wurde, die ghibellinische Stadt Forli angriff. Dieser Versuch scheiterte, worauf die Ghibellinen unter dem Kommando von Guido da Montefeltro, Maghinardo Pagani und Theobaldo Ordelaffi († 1292) – dessen Familie die Stadt Forli vom 13. Bis zum 16. Jahrhundert beherrschte – nunmehr die Truppen Bologna angriffen und diese am Fluss Senio im toskanisch-romagnolischen Apennin bei der Brücke von San Proclo, wo die Via Emilia den Fluss kreuzt, so komplett besiegten, dass die Bolognesen sogar das Symbol der Stadt verloren: Den „Carroccio“ – d. h., den von Ochsen gezogenen vierrädrigen Triumphwagen, der von den mittelalterlichen Republiken Italiens benutzt wurde, um jenseitige Unterstützung zu erlangen, indem sie darauf ein Abbild des heiligen Patrons der Stadt und die Fahne der Stadt in die Schlacht führten – und auch ihre Fahne verloren. Diese wurden von Guido im Triumph nach Forli gebracht wurden, wo sie als Zeichen des Sieges öffentlich ausgestellt wurden. Im Sommer desselben Jahres gelang es Guido da Montefeltro Cervia – eine guelfische Stadt an der Adria in der Provinz Ravenna – zu erobern und damit der mit ihr verbündeten Stadt Bologna die Versorgung mit Salz zu entziehen.
Bald darauf errang Guido einen wichtigen Erfolg gegen Malatesta da Verucchio, da er ihn im September bei Roversano (heute Teil der Stadt Cesena) besiegte, und in der Folge die Malatesta aus der Stadt Cesena vertrieb. Dieser Erfolg führte dazu, dass er zum „Capitano del popolo“ von Forli und von Faenza und damit praktisch zum Anführer der Ghibellinen in der gesamten Romagna erhoben wurde.

### Guido im Dienst der Staufer

#### Unter Kaiser Friedrich II.

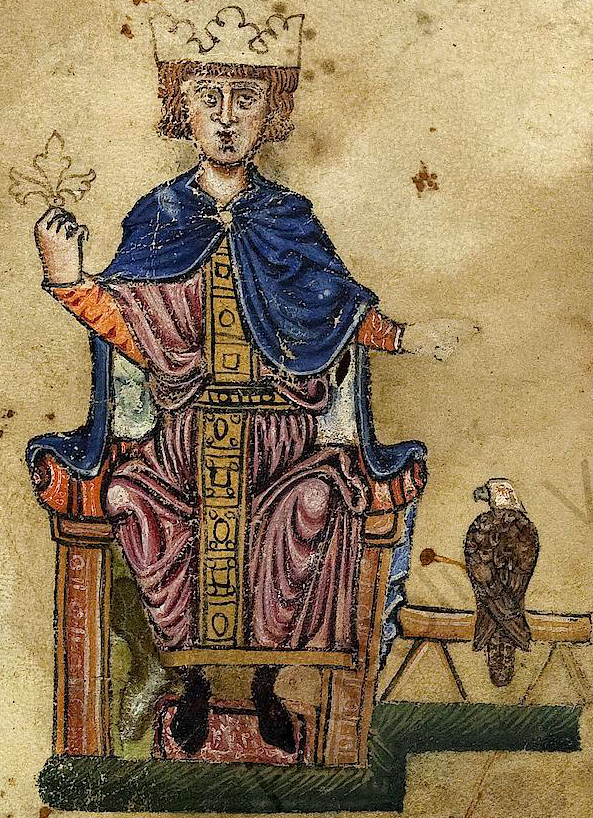
Kaiser Friedrich II.

Bereits Guidos Großonkel Graf Taddeo von Montefeltro, Herr zu Faggiuola und Casteldelci (* um 1180; † 1251) war ein erklärter Anhänger von Kaiser Friedrich II. von Hohenstaufen gewesen und hatte 1223 an dessen Kämpfen in Apulien und 1243 in Capua teilgenommen. Guido folgte diesem Beispiel schon in jugendlichen Jahren und kämpfte im Heer von Kaiser Friedrich II. als Kommandant des Kontingents der Stadt Forli. Zunächst 1240 bei der Belagerung von Faenza und später bei Kämpfen in der Lombardei sowie in der Schlacht von Parma, in der die Armee Friedrichs am 18. Februar 1248 eine entscheidende Niederlage erlitt. Was in der Folge zu einem deutlichen Rückschlag für die staufische Herrschaft in Italien und für die Partei der Ghibellinen führte. Nach dem Chronisten Cobelli erhielt Guido von Kaiser Friedrich als Dank für seinen Einsatz ein Ehrenzeichen, auf dem der kaiserliche Adler auf goldenem Feld und das Wappen der Stadt Forli zu sehen waren. Auch nach dem Tod von Kaiser Friedrich II. im Jahre 1250 hielt Guido an der Treue zu den Staufern unbeirrt – auch während der Abwesenheit staufischer Herrscher und Prätendenten in Italien fest, wobei er die Rechte des Reiches gegen die Ansprüche der römischen Curie verteidigte. Während dieser Zeit führte Guido in der Romagna zahlreiche militärische Einsätze gegen bewaffnete Gruppen von Guelfen aus. Kämpfe, die auf beiden Seiten zu schweren Verlusten führten.

#### Unter König Konrad IV.

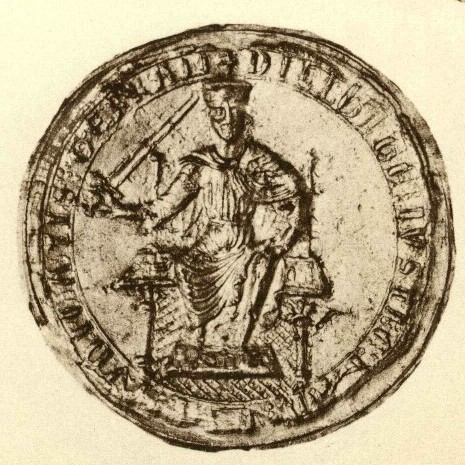
Konrad IV. von Hohenstaufen

Konrad IV. (* 25. April 1228 in Andria, Apulien; † 21. Mai 1254 im Heerlager bei Lavello), der einzige legitime Sohn von Kaiser Friedrich II., war Römisch-deutscher König und unter anderem König von Italien und König von Jerusalem. Der Umstand dass er 1251 nach Italien aufbrach, um sein Erbe – das Königreich Sizilien in Besitz zu nehmen gab der Partei der Ghibellinen großen Auftrieb, wobei sich die führenden Persönlichkeiten – darunter Guido da Montefeltro – erwartungsvoll Anfang November 1251 nach Verona und Goito begaben, um König Konrad IV. zu huldigen und ihn um Unterstützung bei der Sicherung von Reichsitalien zu bitten. König Konrad war jedoch weniger an Reichsitalien und den Kämpfen zwischen Guelfen und Ghibellinen, sondern primär daran interessiert, das von seinen Vorfahren ererbte Königreich Sizilien in Besitz zu nehmen. Er brach daher schon im April 1252 nach Apulien auf, eroberte Neapel, es gelang ihm jedoch nicht, Sizilien seiner Kontrolle zu unterwerfen. Er starb, exkommuniziert 1254 an der Malaria. Das Interregnum, das damit in Deutschland begann, betraf auch Guido von Montefeltro und seine ghibellinischen Mitstreiter, da damit auf Jahre hinaus keine Chance auf einen königlichen Romzug und eine massive militärische Unterstützung der Ghibellinen in Italien durch eine deutsche Armee bestand.

#### Unter König Manfred
Manfred (* 1232 bei Venosa; † 1266 bei Benevent) ein Sohn von Kaiser Friedrich II. aus der Beziehung mit Bianca Lancia, war ab 1250 Fürst von Tarent, Verweser in Reichsitalien sowie im Sizilien für seinen abwesenden Halbbruder Konrad IV. und ab 1254 für Konrads unmündigen Sohn Konradin. Er selbst machte sich jedoch 1258 zum König von Sizilien und regierte bis 1266. Die Präsenz dieses Staufers in Italien und seiner Vikare Oberto Pallavicino († 1269) in der Lombardei Giordano d‘ Anglano in der Toskana und Percivalle Doria(† 1264) seit 1258 Vikar in der Romagna und in den Marken, beflügelte die Partei der Ghibellinen. Guido selbst war Anführer der Ghibellinen in Faenza (in der Provinz Ravenna) und in Forli, sowie seit 1259 Podestà von Urbino zur Stärkung seiner Position schloss er einen Verteidigungspakt mit Città di Castello.

##### Schlacht von Montaperti

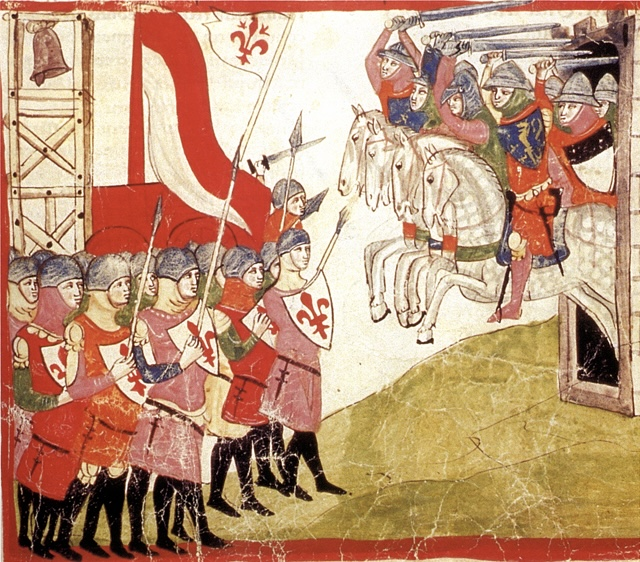
Schlacht von Montaperti

Nachdem der Marschall von König Manfred, Giordano d’Anglano († 1267) als Generalvikar von Toskana von Siena um Hilfe gegen Florenz gebeten worden war, trafen sich die Ghibellinen von Siena, Arezzo und Pisa sowie Guido da Montefeltro mit seinem Kontingent in Empoli zur Beratung des Angriffes auf Florenz. Schließlich kam es am 4. September 1260 auf einem Hügel außerhalb von Siena zur Schlacht von Montaperti, wobei die Allianz der Ghibellinen einen eindeutigen Sieg errang, an dem Guido wesentlichen Anteil hatte. Giordano d’Anglano eroberte in der Folge Florenz. In der Folge kam es in der Toskana zu einer mehrjährigen Dominanz der Ghibellinen.

##### Königlicher Vikar in den Marken
Guido wurde in der Folge von König Manfred zum königlichen Vikar in den Marken und zum Podesta von Jesi ernannt und übernahm daher dort die militärische und die zivile Gewalt. In dieser Funktion gelang es Guido, die Dominanz der Ghibellinen in dem großen Gebiet zwischen Urbino, Città di Castello und Fabriano zu konsolidieren und damit den Bemühungen des päpstlichen Legaten, dort den kirchlichen Einfluss zu verstärken, erfolgreich entgegenzuwirken. Manfred von Hohenstaufen, Regent des Königreiches Sizilien ergriff 1258 in Palermo überraschend eine unerhörte Initiative, indem er sich zum König von Sizilien krönen ließ und damit den Thron usurpierte, der seinem Neffen Konradin zustand.

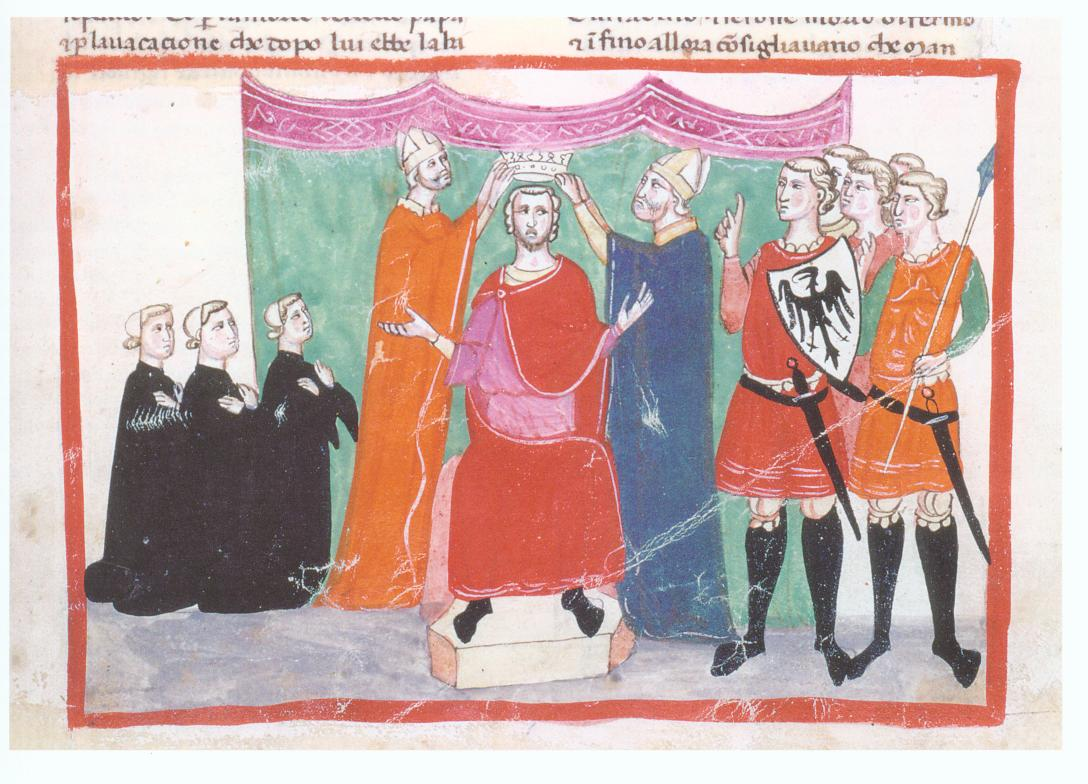
Krönung Manfreds zum König von Sizilien

Nach dieser Usurpation verstärkten sich die päpstlichen Bemühungen, im Kampf gegen die Staufer das Königreich Sizilien an verlässliche Freunde der Kirche zu vergeben, wodurch sich Karl I. von Anjou (* 1227; † 1285); ein jüngerer Bruder von Ludwig IX. König von Frankreich von 1226 bis 1270 (später: der „heilige Ludwig“) 1258 bereit erklärte, das Angebot des Papstes anzunehmen, dessen Interessen in Italien zu unterstützen. Karl I. zog 1363 in Rom ein, wurde zum Senator (Gouverneur) von Rom ernannt und 1265 mit dem Königreich Neapel belehnt und 1266 gekrönt. Der französische Einfluss und damit zugleich auch der Einfluss der Guelfen verstärkte sich weiter mit der Wahl des französischen Geistlichen Jacques Pantaléon zum Papst als Urban IV., der von 1261 bis 1264 regierte, und unter seinem gleichfalls französischen Nachfolger Clemens IV. (Gui Foucois), regiert 1265–1268.
Den Anführern der Ghibellinen, darunter Guido da Montefeltro gelang es nicht, den Vormarsch von König Karl I. aufzuhalten, wodurch laufend Städte wie Pesaro, Fano oder Roccacontrada zu den Ghibellinen abfielen.
Guido da Montefeltro bekam den wachsenden Einfluss des Papstes direkt zu spüren, da er am 5. August 1264 von Kardinal Simone Paltanieri († 1277), dem päpstlichen Legaten in Umbrien, in der Toskana, in der Lombardei und in Venezien, vor dessen Gericht vorgeladen wurde, um sich gemeinsam mit anderen Adeligen, wie Rinaldo da Brunforte, Ugolino und Federico della Massa Fermana etc. für seine Unterstützung des Staufers Manfred zu verantworten. Es kam zu keiner strengen Verurteilung. Wenig erfreulich für Guido war die Präsenz seines Bruders, des Grafen Taddeo da Montefeltro, der bei dieser Verhandlung, als überzeugter Guelfe auftrat. Guido zog sich in der Folge aus der Mark Ancona nach Urbino zurück, das von Truppen des Legaten bedroht wurde. Eine Belagerung wurde vermieden, da sich die Stadt an den Papst gewandt und diesem Solidarität zugesagt hatte.
Der Sieg von Karl I. von Anjou am 26. Februar 1266 in der Schlacht bei Benevent in Süditalien und der Tod von König Manfred in der Schlacht signalisiert das Ende der Herrschaft der Staufer in Italien und machte Karl I. zum unbestrittenen Herren von Sizilien. Für die Ghibellinen und für Guido war dies ein katastrophaler Rückschlag, der hingegen von den Guelfen und den kirchlichen Vertretern als großer Sieg gefeiert wurde.

#### Unter Konradin

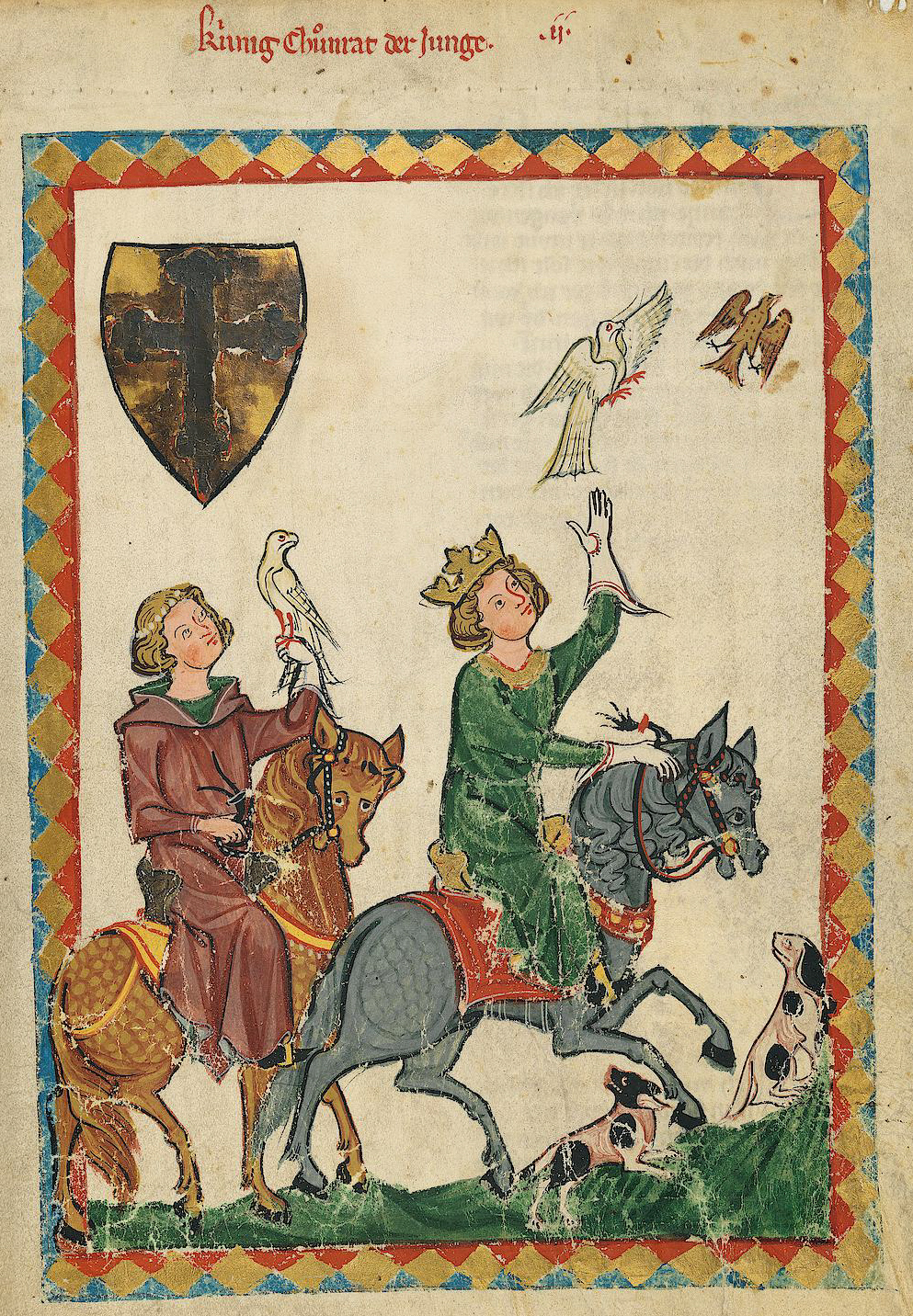
Konradin

Anfang Oktober 1266 berief Ludwig II. der Strenge, Herzog von Bayern – ein mütterlicher Onkel Konradins – in Augsburg einen Versammlung ein, zu dem Vertreter der Ghibellinen aus Pisa, Verona, Pavia, Lucera und Palermo nach Deutschland kamen, um Konradin darin zu bestärken, das Land seiner Väter von der Tyrannei des Hauses Anjou zu erlösen.

##### Guido Anführer der Ghibellinen
Bei dieser Versammlung nahm Guido von Montefeltro als führender Vertreter der italienischen Ghibellinen teil.
Dort wurde beschlossen, dass der 14-jährige Erbe der Staufer Konradin Herzog von Schwaben und König von Jerusalem rasch in Italien eingreifen sollte. Etwa gleichzeitig sollte Friedrich (Fadrique) Infant von Kastilien (* 1223; † 1277), Sohn von König Ferdinand III. von Kastilien, der über seine Mutter Beatrix von Hohenstaufen ein Verwandter Manfreds war, einen Einfall in Sizilien unternehmen. Guido wurde dabei die besondere Aufgabe übertragen, die Partei der Ghibellinen in Italien nach dem Tod von König Manfred (6. Juni 1266) neu zu organisieren.

##### Prosenator von Rom
Guido, der nunmehr eine für ganz Italien beachtliche Rolle spielte, wurde nach seiner Rückkehr aus Deutschland eine weitere wichtige Aufgabe übertragen. In Rom regierte damals nicht der Papst, der im Exil in Viterbo residierte, sondern der damals berühmte Feldherr Heinrich Infant von Kastilien (* 1230; † 1304), ein jüngerer Sohn von Ferdinand III., dem Heiligen, König von Kastilien, als Senator (Gouverneur) von Rom. Dieser hatte zunächst Karl I. von Anjou unterstützt, wurde jedoch später zum Anhänger der Ghibellinen. Er ernannte Guido da Montefeltro zum „Protosenator“ (stellvertretenden Senator) und damit zu seinem Stellvertreter als Gouverneur der Stadt Rom.

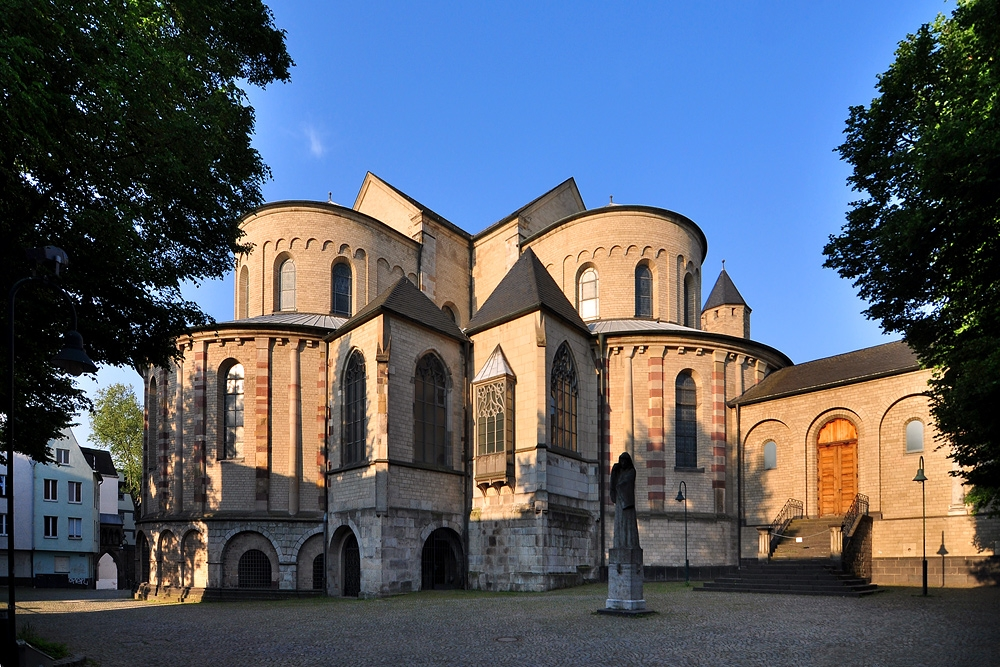
St. Maria in Kapitol

In dieser Eigenschaft berief Guido am 18. November 1267 in Rom in der Kirche S. Maria in Campidoglio die Gesandten der kaisertreuen Städte der Toskana zu Beratungen über die weitere Vorgangsweise. Am 18. November 1267 eröffnete der Papst in Viterbo den ersten Prozess gegen Konradin und seine Unterstützer: Bereits am 4. Juni 1267 hatte der Papst Karl von Anjou für drei Jahre zu seinem Vikar in der Toskana ernannt, der nunmehr begann, Truppen zur Abwehr Konradins in die Toskana zu verlegen. Gegen diese Truppen Karls verbündeten sich unter dem Kommando von Guido da Montefeltro die wichtigsten ghibellinischen Städte Siena und Pisa und konzentrierten ihre Verteidigung in Poggioponsi. Die Belagerung währte den ganzen Sommer und endete durch Vermittlung des Kardinals Ottaviano degli Ubaldini mit einer ehrenvollen Kapitulation. Vor seiner Abreise nach Italien stellte Konradin in Augsburg im August 1267 ein Diplom aus, mit dem er in Anerkennung der Treue und der Verdienste Guidos diesen mit der Grafschaft Chieti in den Abruzzen belehnte. zugleich sandte er Briefe nach Italien, in denen er sich König von Sizilien nannte und sein Kommen ankündigte, um die Rechte seiner Ahnen wieder an sich zu nehmen.

##### Papst Gregor IV.
Papst Gregor IV., ein entschiedener Gegner Konradins, den er als „unbesonnenen Knaben“ beschrieb, verbot durch eine päpstliche Bulle den Kurfürsten jemals Konradin zum römischen König zu wählen und erließ am 14. April eine Vorladung an Konradin, um diesen zur Verantwortung zu ziehen. Wie Papst Gregor IV., der in Viterbo residierte, zum Italienzug Konradins stand, zeigt ein Brief, den er am 10. April 1267 den Florentiner schrieb:
„Vom Stamme des Drachen ist ein giftiger Basilisk hervorgestiegen, welcher Toskana schon mit seinem Pesthauch erfüllt; ersendet ein Schlangengezücht, Menschen des Verderbens, unsere und des vakanten Reiches wie des erlauchten Königs Karl Verräter; die Genossen seiner Pläne, an Städte und Edle; mit feiner Lügenkunst brüstet er sich im Flitterprunk und bemüht sich, diese durch Bitten jene durch Gold vom Weg der Wahrheit abzulocken.“

##### Schlacht von Poggibonsi
Gleichzeitig veranlasste er Karl von Anjou Truppen nach Florenz zu verlegen, obwohl die Toskana Reichsland war. Bei der Ankunft der französischen Truppen schlossen sich Siena und Pisa zusammen, wobei Guido da Montefeltro als „Prosenator von Rom“ die gemeinsame Verteidigung von Poggibonsi mit Hilfe von Ghibellinen aus Rom und der Toskana so erfolgreich organisierte, dass die Belagerer nach dem Sommer erfolglos abziehen mussten. (S 54)

##### Vormarsch Konradins
Als Konradin Pisa erreichte fielen mehrere Städte und Stützpunkte die Karl von Anjou zur Abwehr Konradins errichtet hatte, von ihm ab während auf Betreiben von Guido sich zugleich Pisa, Arezzo, Cortona und Siena sowie Forli, Faenza, Imola und Cesena Urbino Fossombrone, Cagli und Citta di Castello – anders als Bologna – für Konrad Partei ergriffen Konradin traf mit seinem Heer am 21. Oktober 1267 im ghibellinischen Verona ein, wo sein Vater König Konrad IV. 14 Jahre zuvor eingetroffen war.

##### Konradins Bündnis mit Rom
In Rom beschloss Heinrich von Kastilien als Senator von Rom – wohl nicht ohne Absprache mit seinem Stellvertreter Guido da Montefeltro – die gegnerischen Guelfen zum Schweigen zu bringen. Er lud daher deren führende Vertreter, die Orsini, die Savelli, sowie die Annibaldi und die Malabranca Mitte November zur Beratung auf das Kapitol – und ließ sie dort verhaften! Anschließend wurde der Bund der Stadt Rom mit Konradin auf dem Kapitol öffentlich verkündet, wobei Heinrich von Kastilien – zugleich ein Troubadur – ein Preisgedicht auf Konradin verfasste, in dem er ihn aufforderte Sizilien in Besitz zu nehmen und die Krone des Reiches zu ergreifen.

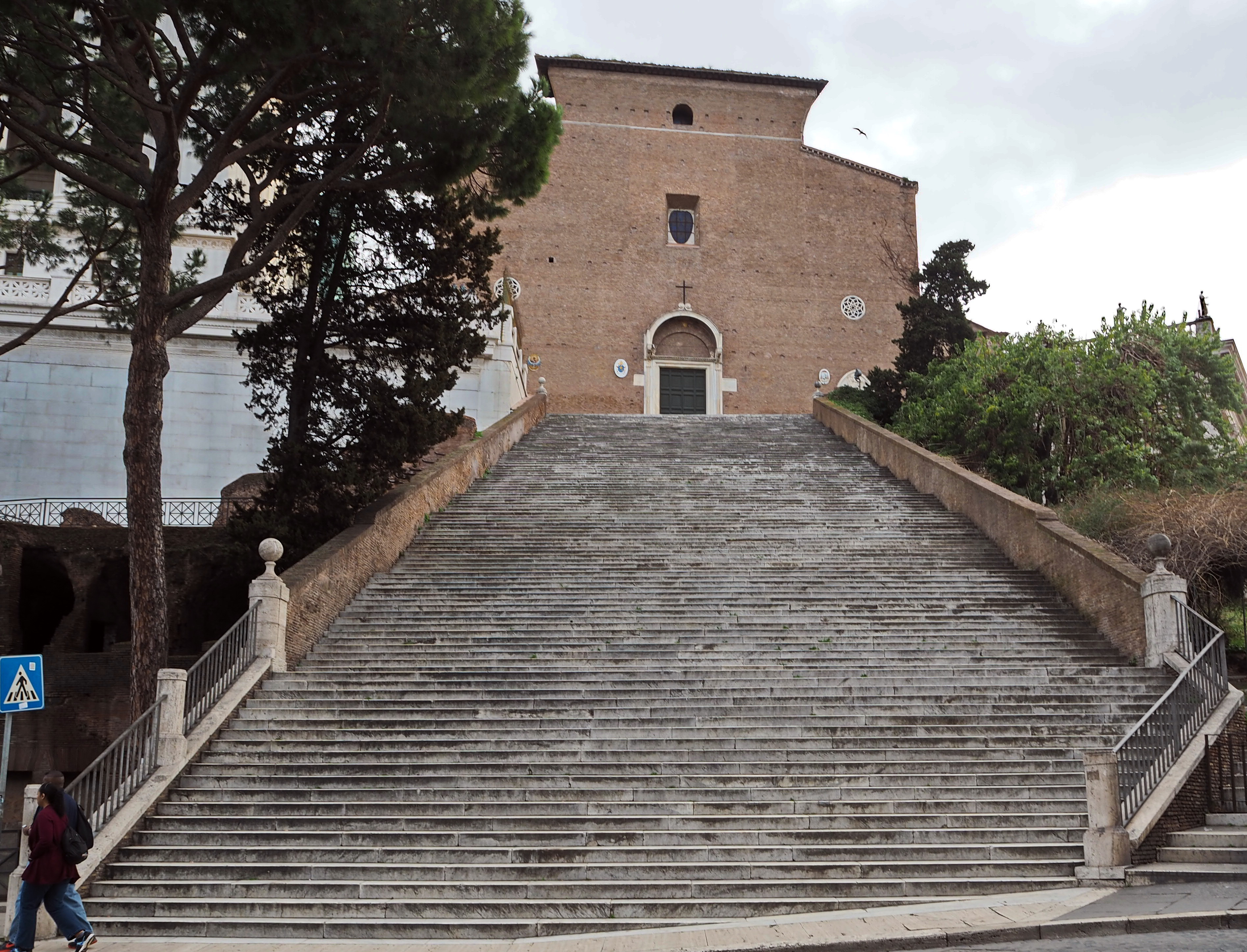
Santa Maria in Aracoeli Treppe und Fassade

Am 18. November 1267 versammelte sich unter dem Vorsitz von Guido da Montefeltro als Prosenator von Rom die Vertreter der Ghibellinen von Pisa und Siena und aus der Toskana sowie der große und der kleine Rat, die Konsulen und die Prioren der Zünfte Roms in der Kirche Santa Maria in Aracoeli und erreichte dort den Abschluss eines förmlichen Bündnisses. Im Gegenzug sprach der Papst gegen Konradin, die Städte Pisa und Siena sowie gegen die Ghibellinen der Toskana den Bann aus. Er vermied es jedoch den Senator von Rom oder seinen Stellvertreter Guido da Montefeltro zu exkommunizieren oder die Stadt Rom mit dem Interdikt zu belegen,

##### Bündnis der Ghibellinen
In Anwesenheit Guidos als stellvertretendem Senator von Rom wurde am 1. Dezember 1267 im Palast der Vier Gekrönten, der Residenz des Senators von Rom, ein Trutzbündnis zwischen den Ghibellinen von Rom, Pisa, Siena und den Ghibellinen der Toskana abgeschlossen. Darin wurden ausdrücklich die Rechte Konradins unterstützt und ausdrücklich als Ziel die Vernichtung der Macht von König Karl I. in der Toskana zum Ziel gesetzt. Dies teils als Reaktion darauf, dass der Papst Karl I. zum „Friedensfürsten“ und die Guelfen der Toskana auf 6 Jahre zu ihrem Herren (Signore) gewählt hatten. Ihm stellte das Bündnis der Ghibellinen den Infanten Heinrich von Kastilien, den Senator von Rom entgegen, der zugleich auf fünf Jahre zum Generalkapitän des Bündnisses bestellt und dem Unterstützung bei der Besoldung seiner Truppen zugesagt wurde. Konradin langte am 20. Jänner 1268 in Pavia ein, wo ihn jedoch ein Teil seiner unbezahlten Truppen verließ und blieb dort bis zum 22. März. Karl von Anjou wollte ihn dort angreifen, wurde jedoch vom Papst veranlasst, sich stattdessen um sein Königreich Sizilien zu kümmern, das zunehmend von aufständischen Ghibellinen kontrolliert wurde. Zugleich exkommunizierte der Papst in Viterbo Konradin, Ludwig von Bayern, den Grafen von Tirol und alle Häupter der Ghibellinen, insbesondere den Senator von Rom und dessen Stellvertreter, Guido da Montefeltro, entband die Römer ihres Treueeides gegenüber diesen und belegte Pisa, Siena, Verona und Pavia mit dem Interdikt.

##### Konradin in Rom
Das Heer Konradins zog am 22. Juli 1268 an der Stadt Viterbo – der Residenz des Papstes – vorbei, ohne diese zu bedrohen worauf der Papst ihn mit einem „Opferlamm“ verglich. Konradin zog weiter nach Rom, wo er am 24. Juli über die Engelsbrücke einzog und wo ihm der Senator von Rom und dessen Stellvertreter Guido da Montefeltro und das Volk von Rom eine glänzenden Empfang bereiteten und ihm am Kapitol als künftigem Kaiser huldigten, während sich frühere Gegner nunmehr auf seine Seite stellten.

##### Aufbruch nach Apulien
Am 18. August 1268 brach Konradin von Rom auf, um mit der Eroberung von Apulien zu beginnen, wobei vorgesehen war, sich bei Sulmona mit den Sarazenen von Lucera zu vereinigen, um Karl anzugreifen. Da der Senator der Stadt Rom, der Infant Friedrich von Kastilien Konradin mit lokalen Truppen begleitete, blieb Guido als effektiver Regent der Stadt zurück um Rom unter Kontrolle zu halten.

##### Schlacht bei Tagliacozzo

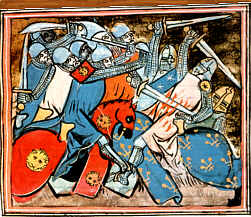
Schlacht bei Tagliacozzo

Am 23. August 1268 kam es zur Schlacht bei Tagliacozzo. Bei einem erfolgreichen Vorstoß der Truppen unter dem schlachterfahrenen Infanten Friedrich von Kastilien, dem Senator von Rom gelang es diesem erst die Linie der Provenzalen und dann die Linie der Franzosen zu durchbrechen, wobei im Kampfgetümmel auch der durch deine prunkvolle Rüstung erkennbare König Karl I. fiel. Daraufhin löste sich im Freudentaumel die Schlachtordnung der Truppen Konradins auf. Darauf folgte ein schlimmes Erwachen, denn nicht König Karl, sondern sein Marschall, Henri de Coutances hatte die Rüstung des Königs getragen, worauf König Karl, der die Schlacht von einer Anhöhe beobachtet hatte, mit seiner Reserve einen Überraschungsangriff unternahm, der ihm gegen die zerstreuten und verwirrten Truppen Konradins zum Sieg verhalf.
Konradin entfloh dem Schlachtfeld mit seinem Gefährten Markgraf Friedrich von Baden-Österreich, mit 500 Reitern über Vicovaro nach Rom, wo er am 28. August einlangte. Naturgemäß erwartete er, dass er vom aktuellen Regenten der Stadt Rom – Guido da Montefeltro – mit offenen Armen aufgenommen und in Rom beschützt werden würde.
In Rom hatte sich jedoch die Kunde von der Niederlage Konradins bereits verbreitet, wodurch die Stimmung umschlug: die Guelfen jubelten und drohten den Ghibellinen, bei denen sich Angst verbreitete. Guido, der das Kapitol für den Senator Friedrich von Kastilien hielt, weigerte sich angesichts des Aufruhrs der Guelfen Konradin ohne Zustimmung des abwesenden Senators dort aufzunehmen. Konradin fand jedoch Schutz bei anderen Ghibellinen, die sich in ihre Türme zurückgezogen hatten und das Kolosseum bzw. die befestigte Tiberinsel kontrollierten. Bereits am 31. August verließ Konradin das unsicher gewordene Rom und erreichte mit einer kleinen Gefolgschaft das Meer bei Astura, von wo er hoffte per Schiff das befreundete Pisa zu erreichen. Das Boot wurde jedoch von Johannes Frangipani, dem Herren des Kastells Torre Astura abgefangen, da er vom Auftrag König Karls wusste, dass die Flüchtlinge festzunehmen seien. Er lieferte die Gefangenen an die Männer von König Karl aus, die Konradin in der Burg der Colonna in der Stadt Castel San Pietro Romano unweit von Palestrina einsperrten, wo später auch andere Gefangene, wie Konrad von Antiochia und viele andere Ghibellinen gebracht wurden. Der Senator von Rom, Infant Friedrich von Kastilien wurde später gleichfalls gefangen genommen, zunächst in der Burg Canossa, dann im Castel del Monte eingesperrt, von wo er erst 1291 entlassen wurde und schließlich 1304 in Kastilien verstarb. Konradin wurde am 29. Oktober 1268 in Neapel auf der Piazza del Mercato enthauptet, ohne dass Papst Clemens IV. dies verhindert hätte, der selbst einen Monat später, am 29. November verstarb.
Guidos Funktion als Prosenator der Stadt Rom endete am 15. September 1268 mit dem Einmarsch von König Karl I. in Rom, der dort zum Senator auf Lebenszeit ernannt wurde. Er ernannte Jacob Cantelmi zu seinem Vikar, dem Guido daher das Kapitol für 4000 Goldgulden ausliefere und daraufhin Rom verließ. Guido, dem der Papst als „«inurbano vicario dell’Urbe»“ bezeichnet hatte kehrte nach Urbino zurück, wo er sich mit Malatesta da Vrucchio wegen der Grafschaft Giaggiolo auseinandersetzen musste und letztlich diese Ansprüche aus dem Erbe seiner Frau verlor. Im Sommer 1270 kämpfte Guido gemeinsam mit seinem Cousin Galasso da Montefeltro als Anführer sienesischer Exilanten in der südlichen Toskana. Am 20. Juni 1271 kam es neuerlich zum Kampf mit Malatesta da Verucchio, wobei Guido in Gefangenschaft geriet, aus der er durch Intervention des Heiligen Franz von Assisi befreit wurde.

#### Unter König Rudolf I.
Die Wahl des Grafen Rudolf von Habsburg zum Römisch-deutschen König im Jahre 1273 gab den Ghibellinen neue Hoffnung auf eine Romfahrt und damit auf eine massive Unterstützung der Ghibellinen bei ihrem Kampf um die Bewahrung von Reichsitalien.

##### Guido Signore von Forli
Dies ermunterte Bologna und Forli dazu, sich gegen den Papst erhoben. Guido wurde mit dem Titel Signore mit der Verteidigung von Forli beauftragt. Er begab sich nach Faenza und vertrieb von dort die Guelfen. Bald darauf kam es am 13. Juni 1274 bei San Proclo – zwischen Faenza und Imola – zu einer Konfrontation mit den Guelfen, die Guido durch eine überlegene Strategie mit einem überwältigenden Sieg beendete. Daraufhin wurde er von den Ghibellinen der Romagna als „savio e sottile d’ingegno di guerra piu che niuno che fosse al suo tempo“ (Etwa: „weiser und subtiler in der Kriegslist als jeder andere seiner Zeit“) zum Oberkommandierenden anerkannt. Bald darauf bemächtigte Guido sich der Salinen von Cervia und anschließend der Stadt Cesena, die von seinem alten Gegenspieler Malatesta da Verucchio verteidigt wurde und entließ anschließend die Geiseln, ohne dafür eine Entschädigung zu verlangen. Er erwarb sich dadurch den Ruhm eines großzügigen Ritters. Die Romagna war dadurch fast zur Gänze in der Hand der Ghibellinen, eine Situation, die einige Jahre anhielt und durch den Erfolg in der Schlacht von Civitella di Romagna am 14. November 1277 noch verstärkt wurde.
Eine neue Herausforderung für Guido war, dass in Ravenna mit Guido da Polenta ein Guelfe die Macht übernahm und damit die Gefahr eines Angriffs auf Faenza bestand. Um dem zuvorzukommen, sammelte Guido da Montefeltro im Mai 1277 seine Truppen und begann Bagnacavallo zu belagern, das etwa auf halbem Weg zwischen Faenza und Ravenna liegt. Da sich die Belagerung hinzog, ließ Guido ein befestigtes Lager errichten, aus dem sich später die Stadt Cotignola in der Provinz Ravenna entwickelte – das 1411 als Lehen an Muzio Attendolo Sforza dem Stammvater des Hauses Sforza kam. Ein schwerer Rückschlag für den jahrhundertelangen Kampf der Ghibellinen war einerseits die zwischen König Rudolf I. und Papst Nikolaus III. erzielte Einigung, wonach zahlreiche strittige Rechte und kaiserliche Schenkungen an die Kirche von König Rudolf außer Streit gestellt wurden und andererseits, dass es trotz vielfacher Bemühungen zu keiner „Romfahrt“ Rudolfs kam, da hiermit die Hoffnung auf eine militärische Unterstützung durch König Rudolf ausgeschlossen war.

### Streit mit den Päpsten
Trotzdem war Guido bemüht, die bisherigen kaiserlichen Interessen gegen die des Papstes zu vertreten, jedoch zerbröckelte die Allianz der Ghibellinen zunehmend, da der König Rudolf I. die seinen Vertretern 1275 geleisteten Treueschwüre der Städte der Romagna nachträglich als hinfällig ansah. Dadurch wurde die Romagna in kurzer Zeit zu einer päpstlichen Provinz.

#### Unter Papst Nikolaus III.

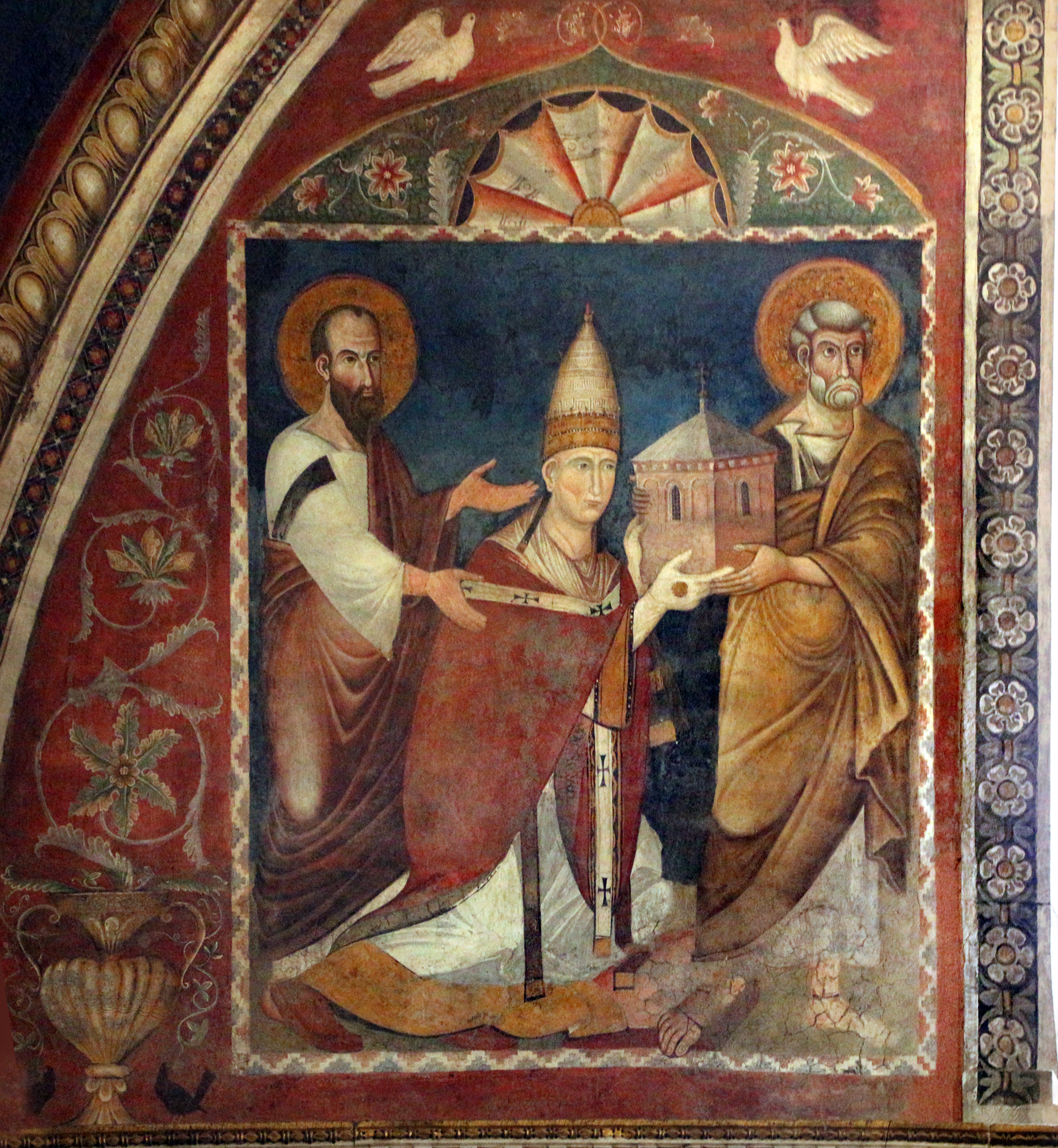
Papst Nikolaus III. im Lateran in der Kapelle Sancta Sanctorum

Papst Nikolaus III. (Giovanni Gaetano Orsini) (regiert 1277 bis 1280) erneuerte ab seiner Wahl das Bestreben um Stärkung der kirchlichen Autorität in der Romagna, er war jedoch ein Gegner von König Karl I. von Sizilien und entzog ihm die Funktion des Senators und Gouverneurs von Rom. Zugleich erreichte er vom Römisch-deutschen König, Rudolf I. von Habsburg die Anerkennung aller kaiserlichen Schenkungen. Angesichts der Auflösungserscheinungen in der ghibellinischen Allianz sah sich Guido selbst dazu gezwungen, dem Papst am 1. September 1278 die Treue zu schwören, worauf dieser am 25. September die Exkommunikation Guidos aufhob. In den folgenden Jahren 1279 und 1280 kam es zu verschiedenen Friedensabkommen, an denen Guido getreu seinen Versprechungen teilnahm und dabei die versöhnliche Politik des Papstes unterstützte. Der Tod von Papst Nikolaus III. am 22. August 1280 beendete jedoch diese positive Entwicklung und die Position des päpstlichen Gouverneurs der Romagna, den „Conte di Romagna“ – den Neffen des Papstes, Bertoldo Orsini. Es kam dadurch neuerlich zu Unruhen gegen die Guelfen, indem die Ghibellinen in zahlreichen Städten die Angehörigen der Guelfen vertrieben, während Guido da Montefeltro selbst die Gelegenheit benutzte, um sich der Städte Senigallia und Jesi zu bemächtigen, worauf er nach Forli zurückkehrte.

#### Unter Papst Martin IV.
Das Blatt wendete sich jedoch neuerlich mit der Wahl von Martin IV. zum Papst. Im Jahre 1281 wurde der französische Geistliche Simon de Brion Im Mai 1281 zum Papst Martin IV. (regiert 1281 bis 1285) gewählt, der – anders als sein Vorgänger – umgehend die Allianz mit König Karl I. erneuerte und ihn wieder als Senator von Rom einsetzte. Zugleich ernannte er Taddeo novello di Pietrarubbia da Montefeltro († 1299) – einen Neffen Guidos und überzeugten Guelfen – zum Kommandanten der Truppen, die gegen Guido vorgehen sollten.
Guido da Montefeltro wurde daraufhin neuerlich am 26. März 1282 exkommuniziert, um damit die Dominanz der Ghibellinen in der Romagna zurückzudrängen. Trotz dieser Erfolge gegen die Ghibellinen war es Papst Martin V. jedoch nicht gelungen, sich in Rom durchzusetzen, weshalb er gezwungen war, statt in Rom in Orvieto zu residieren. Nachdem die Ghibellinen auch Faenza an den Papst verloren hatten, suchten sie nach Möglichkeiten einer Kompromisslösung, die jedoch im Hinblick auf die Gegenforderung; bedingungslose Unterwerfung, zurückgewiesen wurde.

##### Erste Schlacht von Forli
Damit zeichnete sich eine militärische Konfrontation ab. Ein erstes Treffen zwischen den Truppen der Ghibellinen unter Guido und dem päpstlichen Heer erfolgte bei Cesena. Der Erfolg Guidos blieb jedoch beschränkt, da keine Hoffnung bestand, dass einer der Prätendenten auf die Kaiserkrone – Rudolf I. von Habsburg oder Alfons VII. von Kastilien in den Krieg eingreifen würde. Nach zahlreichen – letztlich vergeblichen – Verhandlungen standen sich die Armeen neuerlich am 1. Mai 1282 bei Forli gegenüber. In der blutigen Schlacht – laut Dante „un sanguinoso mucchio“ (ein blutiges Gemetzel) zwischen der französischen Armee, die von Papst Martin IV. organisiert worden war, um Stadt Forli und die dortigen Ghibellinen zu unterwerfen und den ghibellinische Truppen unter dem Kommando Guidos. Das – wohl überlegene – Heer der Guelfen unter Jean de Pas, dem päpstlichen Grafen der Romagna, konnte jedoch dank einer strategischen List Guidos schließlich besiegt werden.
Nachdem die Stadt sich unter dem Kommando von Guido lange Zeit gegen die Belagerung durch die päpstlichen Truppen gewehrt hatte, erklärte sich Guido eines Tages als geschlagen, und ließ die Franzosen in die Stadt einziehen. Während sich die päpstlichen Truppen mit Begeisterung der Plünderung hingaben, überfiel Guido mit seinen versteckt gebliebenen Truppen die überraschten Gegner und tötete die Mehrzahl der Gegner, wobei neben zahlreichen französische Offizieren und auch der „guelfische“ Bruder Guidos, Taddeo da Montefeltro, fiel. Dieser Sieg wird auch von Dante in der Göttlichen Komödie erwähnt: „Der Ort, der einst so lange standgehalten und der Franzosen Leichen blutig türmte, ist noch den grünen Tatzen unterworfen“ (Inferno, XXVII, 43-44). Forli blieb daher im Besitz der ghibellinischen Familie Ordelaffi, die als Wappen den grünen Löwen im goldenen Feld führten.

##### Hoffnung auf strategische Allianzen
Dieser Erfolg gab Guido Hoffnung auf einen dauerhaften Erfolg im Kampf der Ghibellinen gegen die Besitzansprüche des Papsttums, weshalb er bemüht war, den Konflikt durch Einbeziehung befreundeter Mächte auszuweiten. Er scheiterte jedoch bei der Umsetzung seines Planes da es ihm nicht gelang einen der designierten römischen Könige, Rudolf I. von Habsburg und Alfons X. von Kastilien († l 1284) von der Sinnhaftigkeit eines militärischen Eingreifens in Italien zu überzeugen.
Guido versuchte daher die eigenen Streitkräfte mit denen von Peter III. König von Aragon (von 1276 bis 1285) (Schwiegersohn von König Manfred von Sizilien aus dem Haus Hohenstaufen) zu vereinigen, der 1282 nach der „Sizilianischen Vesper“ Sizilien von Karl I. erobert hatte. Jedoch auch dieser strategische Versuch Guidos scheiterte, worauf König Peter III. von Aragon am 18. November 1282 gebannt wurde. Guido selbst war bereits am 26. März 1282 neuerlich vom Papst exkommuniziert worden.

##### Zweite Schlacht von Forli

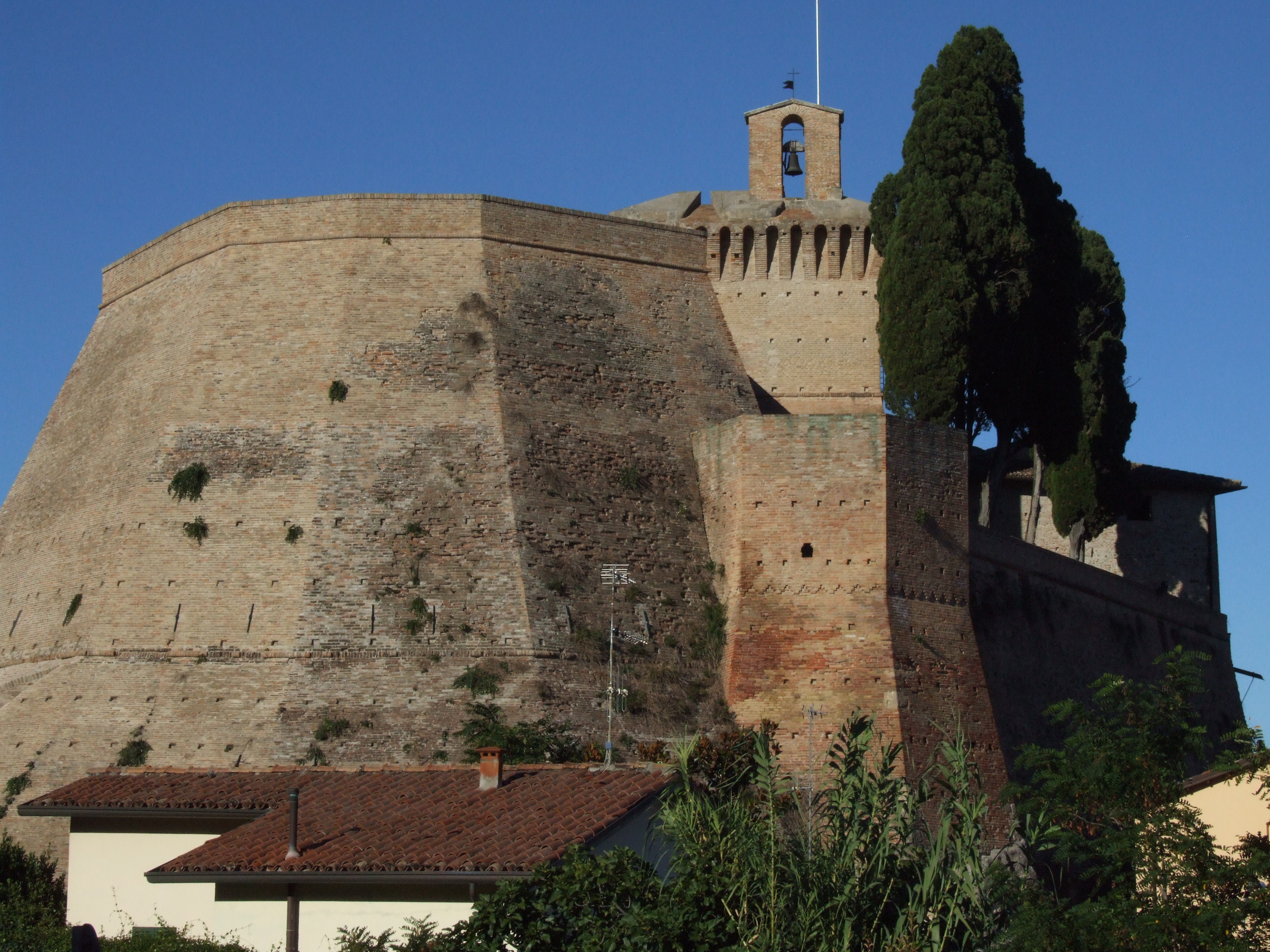
Die Burg in Meldola

Im folgenden Jahr 1283 kam es für Guido zu einem entscheidenden Rückschlag: Denn ein Heer der Verbündeten des Papstes unter dem Kommando von Guy de Montfort (* 1244; † 1291/92) (ein Sohn von Simon de Montfort, 6. Earl of Leicester und von dessen Frau Eleanor von England, einer Tochter von König Johann Ohneland von England) konnte gegen das Heer der Ghibellinen unter Guido einen durchschlagenden Erfolg erzielen und erzwangen – Guidos Kapitulation in der Stadt Forli. Da die Sieger die Bedingung stellten, dass Guido Forli verlässt, zog sich dieser im Mai 1283 in die in seinem Besitz befindliche Burg in Meldola zurück, die sich etwa 10,5 km südlich von Forli gut geschützt auf einem Felssporn über der gleichnamigen Gemeinde in der Provinz Forlì-Cesena erhebt.

##### Unterwerfung
Nach der Eroberung von Forli durch die päpstlichen Truppen unterwarf sich praktisch die ganze Romagna der päpstlichen Autorität. Auch Guido, der nach der Eroberung von Forli neuerlich vom Papst exkommuniziert worden war – musste sich dem Papst unterwerfen, wobei ihn Papst Honorius IV. aus dem Haus Savelli zu einem mehrjährigen Exil erst in Chioggia und später in Asti verurteilte. In der Folge verlor Guido 1283die Stadt Cervia und wurde vom Papst 1283 neuerlich gebannt. Der Verlust auch seiner wichtigen ghibellinischen Verbündeten, der Städte Forli und Cesena zwangen ihn, sich nach Urbino und Montefeltro zurückzuziehen, wodurch die Romagna und die Marken unter die Kontrolle der Legaten des Papstes gerieten. Guido versuchte anschließend, sich mit dem Papst auszusöhnen. Dieser Versuch blieb jedoch – mangels vollständiger Unterwerfung Guidos – vergeblich.

##### Belagerung von Urbino
Daher kam es im Jahre 1284 zur Belagerung von Urbino durch päpstliche Truppen. Während Guido monatelang die Stadt verteidigte, fiel ein erheblicher Teil der Grafschaft Montefeltro – inklusive der Hauptstadt San Leo – zur Partei der Guelfen ab. Guido musste sich daher 1285 ergeben, worauf Urbino den Status als selbständige Reichsgrafschaft verlor. Guido wurde dabei gefangen genommen und war anschließend zuerst in Chioggia und später in Piemont inhaftiert, nachdem er zwei seiner Söhne dem neuen Papst Honorius IV. übergeben hatte.

#### Unter Papst Honorius IV.
Mit Papst Honorius IV. (Giacomo Savelli regierte 1285 bis 1287) kam wieder ein Italiener auf den päpstliche Thron, der jedoch die Politik seines Vorgängers: Unterstützung des Hauses Anjou – fortsetzte und verstärkt in die Thronfolge in Sizilien involviert war. Guido war durch seine Internierung zu dieser Zeit aus dem Spiel.

#### Unter Papst Nikolaus IV.
Nikolaus IV. (Girolamo Masci d’Ascoli) regierte von 1288 bis 1292 und war wie sein Vorgänger primär an europäischen Fragen – insbesondere an der Sicherung der Herrschaft des Papstes über Sizilien – interessiert. Auf Regionaler Ebene gab es dadurch mehr Bewegungsfreiheit für die Ghibellinen.

##### Herr von Pisa
Nach einem mehrjährigen Exil ohne Kommando- oder Regierungsfunktion deutete sich nach dem Tod von Papst Honorius VI. am 5. April 1287 für Guido eine Wende ab. Dies einerseits, da der ghibellinische Erzbischof von Pisa, Ruggieri degli Ubaldini, sein Ansehen weitgehend verspielt hatte, indem er den bisherigen Gouverneur der Stadt – den Grafen Ugolino della Gherardesca (* ca. 1220 in Pisa; † dort März 1289), Graf von Donoratico auf unmenschliche Art beseitigt hatte, indem er ihn mit 2 Kindern und 2 Enkeln in einen Turm einsperren und dort brutal verhungern ließ. Nachträglich wurde Ugolino – wie Guido – von Dante Alighieri in der „Göttlichen Komödie“ unsterblich gemacht, da er ihn im XXXII und XXXIII. Gesang der Hölle unter den Verrätern des Vaterlandes auftreten lässt, indem er den Schädel von Erzbischof Ruggieri benagt.
Andererseits wurde Pisa zugleich von den Zentren der Guelfen, den Städten Florenz und Lucca bedroht, weshalb Pisa dringend einen herausragenden Feldherrn benötigte. Erzbischof Ruggieri wandte sich daher Im März des Jahres 1289 an Guido, der nach einem zeitgenössischen Kommentar „berühmt für seine Waffentaten, seinen weisen Rat und seine kraftvolle Führung“ war, und bot ihm an, die weltliche und militärische Kontrolle der Republik Pisa zu übernehmen. Guido ergriff diese Chance, brach sofort (am 12. März 1289) nach Pisa auf und übernahm am 24. März 1289 die Leitung der Republik Pisa als gewählter Capitano del Populo, Capitano delle masnade (Hauptmann der städtischen Milizen) und als Podestà. Um die doppelte militärische Bedrohung aufzubrechen, entwickelte Guido den Plan, die Hauptmacht Florenz isoliert und zwar gleichzeitig von zwei Seiten anzugreifen: sowohl von Pisa wie von Arezzo aus.

##### Eroberung von Arezzo
In Pisa rüstete er 3000 Armbrustschützen mit neuen Waffen aus, ließ sie exerzieren und sicherte die Stadt durch Palisaden die sein späterer Nachfolger als Podesta von Pisa, Uguccione della Faggiola († 1318), noch 25 Jahre später bewunderte. In Arezzo gelang es ihm im Juni 1287 mit Hilfe seines Sohnes Bonconte da Montefeltro, der Familien der Ubertini und der Familie der Pazzi und der aus Florenz vertriebenen Ghibellinen, die Stadt durch einen nächtlichen Überfall von den Guelfen zu befreien. In der Folge kam der kaiserliche Vikar, Percivalle Fieschi Graf von Lavagna, nach Arezzo, warb dort Söldner an und unternahm militärische Operationen gegen die guelfischen Verbündeten der Regierungen in Florenz und Siena. Die Verbündeten Florenz und Siena gingen daraufhin im Juni 1288 zum Gegenangriff über und belagerten gemeinsam Arezzo, mussten die Belagerung jedoch mangels Belagerungsmaschinen erfolglos abbrechen.

##### Reiterturnier von Toppo
Ein entscheidender Schlag erfolge durch Guidos Sohn Bonconte da Montefeltro, dem es als Kommandant der Truppen von Arezzo gemeinsam mit Guglielmo dei Pazzi, gelang, die sorglos nach der Belagerung alleine heimkehrenden Truppen von Siena und Massa durch einen von ihm vorbereiteten Hinterhalt am 26. Juni 1288 trotz zahlenmäßiger Unterlegenheit mit 300 Reitern und 2000 Infanteristen in einer Schlacht, dem sogenannten „Giostre del Toppo“ (dem Reiterturnier von Toppo) bei Pieve al Toppo zu dezimieren.

##### Schlacht von Campaldino
Der strategische Plan Guidos bestand darin, Florenz durch einen koordinierten gleichzeitigen Angriff aller ghibellinischen Kräfte insbesondere von Arezzo und Pisa aus anzugreifen, wurde gleich doppelt durchkreuzt. Denn einerseits wurde der strategische Plan von Bischof Guglielmo von Arezzo den Florentinern verraten. Andererseits ergriff der Podesta von Arezzo, Guido Novello von sich aus die Initiative statt koordiniert vorzugehen. So rückten die Truppen von Arezzo unter dem Kommando von Bonconte da Montefeltro vorzeitig gegen Florenz vor und erreichte schließlich florentinisches Territorium und sahen sich dort überraschend einer Florentiner Armee unter dem Kommando von Guillaume Bertrand de Durfort von 1600 Rittern und 10.000 Infanteristen gegenüber während sie selbst nur über die Hälfte der Ritter und rund 8000.
Am 11. Juni 1289 kam es zur Schlacht, in der zunächst die Aretiner unter Buonconte erfolgreich vorstießen, jedoch durch einen Seitenangriff der Männer von Pistoia unter Corso Donati gestoppt wurden, worauf es zur Flucht eines Teils der Kämpfer aus Arezzo und damit zum Zusammenbruch des Angriffs kam, der in einem Gemetzel endete, bei dem zahlreiche Vertreter bekannter Adelsfamilien und auch Bonconte da Montefeltro fiel.
Neben der Niederlage der Ghibellinen hatte diese Schlacht insofern weitreichende Folgen, da von nun an Florenz eindeutig die dominierende Stadt der Toskana war. Auch hier kommt Dante Alighieri ins Spiel: Dies einerseits, da er selbst mit 24 Jahren an dieser Schlacht – als Florentiner und überzeugter Guelfe – teilnahm und andererseits, da er in der Göttlichen Komödie den Tod Boncontes im fünften Gesang des Purgatorio (Fegefeuer) in den Versen 85 bis 129 beschreibt. Guido der seinen Vorstoß gegen Florenz von Pisa aus vorbereitete, wurde von der Niederlage – und vom Tod seines Sohnes Bonconte überrascht und schwer getroffen. In der Folge wandten sich die Truppen der Guelfen gegen Guido und einzelne Besitzungen ghibellinischer Verbündeter der Republik Pisa und eroberten einige Burgen, darunter Caprona. Auch an diesen Aktionen nahm neuerlich auch Dante Alighieri teil.

##### Verteidigung von Pisa
Ein anschließender Angriff der Guelfen auf Arezzo blieb jedoch erfolglos. Auch der 1291 durchgeführte Feldzug von Florenz unter dem Podesta Guido da Poenta gegen die Republik Pisa- wo sich Guido da Montefeltro verschanzt hatte – konnte zwar von Guido erfolgreich abgewehrt werden, führte jedoch zur gänzlichen Zerstörung des Hafens von Pisa, den „Porto Pisano“ sowie des Hafens von Livorno sowie zum Verlust der Insel Elba und damit zu einer massiven wirtschaftlichen Schädigung der Grundlagen der Bedeutung der Stadt – nämlich des bedeutenden Überseehandels. Guido begann seinerseits unmittelbar nach dem Abzug der feindlichen Truppen damit, die von den Florentinern besetzten Burgen zurückzuerobern. Ein neuerlicher Angriff der Guelfen auf die Republik Pisa erfolgte im Juni 1292. Er richtete sich erst gegen Piombino, dann gegen Pisa selbst, wobei der Angriff jedoch unter dem Kommando Guidos neuerlich abgewiesen werden konnte. Nach Ablauf seiner Funktionsperiode als Podesta folgte auf ihn sein Cousin, Graf Galasso da Montefeltro.

##### Friedensvertrag von Fucecchio
Papst Nikolaus IV. hatte versucht, die Toskana zu befrieden, wobei auch Guido aktiv um einen Ausgleich bemüht war. Diese Bemühungen um einen Ausgleich mit Florenz setzte Guido nach dem Ableben des Papstes am 2. April 1292 während des langen Interregnum fort. Dadurch kam es nach längeren Verhandlungen am 12. Juli 1293 in Fucecchio zu einem umfassenden Friedensvertrag zwischen Pisa und der guelfischen Allianz bestehend aus Florenz, Lucca, Siena und anderen Verbündeten. Für Guido, der an den Verhandlungen wesentlich mitgewirkt hatte, gab es jedoch insofern einen schweren Rückschlag, da Florenz darauf bestand, dass Guido innerhalb eines Monats die Stadt Pisa verlassen müsse und mit ihm alle Söldner und alle nicht einheimischen Ghibellinen, die sich an den Kämpfen beteiligt hatten. Zugleich war vorgesehen, dass weder er noch ein anderer aus seiner Familie jemals wieder das Amt des Capitano del Populo, noch die des Podesta in Pisa ausüben dürfe. Diese Klausel traf Guido hart, auch wenn sie in der Folge nicht ganz streng eingehalten wurde, da Guido zwar nach Ablauf seiner dreijährigen Amtsperiode die Stadt verließ, jedoch die Republik Pisa 1294 zu dessen Nachfolger als Capitano del Populo und Podesta, Galeotto, genannt Galasso da Montefeltro († 1300) – einen Cousin Guidos – wählte.

##### Rückkehr nach Urbino
Guido sammelte daher seine Anhänger und die ihm getreuen Truppen und machte sich bereit, in das heimatliche Urbino zurückzukehren.

##### Eroberung von Cagli
Die Truppe begab sich über Città di Castello nach Cagli, wo es gelang, die Stadt durch einen überraschenden Handstreich zu besetzen. Guido hatte durch seine früheren Kampfgefährten in vielen Städten Anhänger, sowohl im Adel, wie etwa bei den Familien der Ubaldini, der Mastinelli in Cagli oder den Chiavelli in Fabriano, als auch im Bürgertum.

##### Besetzung von Urbino
Nach der Besetzung von Cagli war es nicht schwer, nach Urbino zurückzukehren, da in der Bevölkerung die Solidarität mit ihrem angestammten Herrscher gegenüber den nunmehr herrschenden Malatesta überwog.

##### Eroberung von Pesaro
Der am 18. Juni 1294 erfolgte Angriff von Malatestino Malatesta, Podesta von Cesena, auf Urbino war daher nicht nur erfolglos, sondern führte zu einem Gegenschlag Guidos, der mit seinen Truppen am 6. August die Stadt Pesaro eroberte und dadurch den Malatesta eine schwere Niederlage zufügte.

## Versöhnung mit der Kirche

### Unter Papst Coelestin V.
Guido war in Urbino, als ihn die Nachricht erreichte, dass nach langer Sedisvakanz überraschend am 5. Juli 1294 Pietro da Morrone (* um 1209/19; † 1296), ein weltabgewandter, demütiger Eremiten und Gründer des Cölestinerordens, der als lebender Heiliger galt, mit dem Namen Coelestin V. zum Papst gewählt worden war. Eine Wahl, die einer Aufbruchsstimmung in der Kirche entsprach, da sie die Hoffnung erweckte, dass die von dem Abt und Klostergründer Joachim von Fiore (* um 1130/35; † 1202) entwickelte Theologie der Geschichte von den drei Zeitaltern – dem von Gottvater (dem des Alten Testaments) – dem von Jesus Christus, (dem des Neuen Testaments) – und dem des Heiligen Geistes sich durch die Wahl diese Heiligen erfüllen würde und damit das dritte Zeitalter der Spiritualität beginnen würde. Die positiven Erwartungen waren nach dieser Wahl weit verbreitet und trafen auch Guido da Montefeltro, der alt und bedrückt von seinen Gewalttaten auch gegenüber der Kirche nunmehr reumütig war, Versöhnung und Absolution suchte und daher nach Aquila degli Abruzzi, der Hauptstadt der Region Abruzzen und der Provinz L’Aquila eilte, wo am 29. August 1294 die Krönung des – widerstrebenden – neuen Papstes, Cölestin V. stattfand. Guido tat dies, um sich dem Papst zu Füßen zu werfen und um eine Absolution für seine im Krieg gegen die papsttreuen Guelfen begangenen Sünden zu erbitten. Er wurde vorerst vertröstet.
Zurück in Urbino entschloss er sich, seine Bereitschaft zur Reue nochmals zu unterstreichen und begab sich mit Zustimmung von König Karl II. von Neapel, begleitet von fünf Rittern an den Hof des Papstes im Castel Nuovo in Neapel. Er erhielt dort – gegen Zusicherung der Treue gegenüber der Kirche und der Rückgabe der angeeigneten Kirchengüter – tatsächlich die Absolution und die Aufhebung aller gegen ihn erlassenen Exkommunikationen und Verurteilungen.
Diese Verzeihung hatte ihren Preis, denn Im Gegenzug sandte der Papst seinen Kapellan, Riccardo da Ferrentino, als Vikar nach Urbino, um von Guido die Übergabe der Städte, der Burgen und Festungen in der Romagna, in Urbino, Pesaro und Cagli zu erlangen, die Guido in Besitz genommen hatte, die jedoch der Kirche gehörten, um diese wieder der Verwaltung der Kirche zu unterstellen.
Völlig unerwartet erklärte jedoch Papst Coelestin am 13. Dezember 1294 seinen Rücktritt als Papst.

### Unter Papst Bonifatius VIII.
Bereits wenige Tage später wurde der tatkräftige und ambitionierte Kardinal Benedetto Caetani, am 24. Dezember 1294, mit dem Namen Bonifatius VIII. zum Nachfolger von Papst Coelestin V. gewählt.
Unter dem neuen Papst änderte sich für Guido nichts. Die Rückstellung der Kirchengüter wurde fortgesetzt, wobei Guido nur die Eigengüter sowie die Lehensgüter behielt. Die Absicht, sich vom weltlichen Leben zurückzuziehen, stellte Guido vorerst zurück, um seine ghibellinischen Freunde gegen die noch laufenden Angriffe der Malatesta oder die der Lambertazzi zu unterstützen, wie etwa die Familie der Parcitad, die zu den führenden Ghibellinen in Rimini zählten, sowie um zur Versöhnung der gegnerischen Fraktionen beizutragen.

## Lebensabend als Franziskanermönch

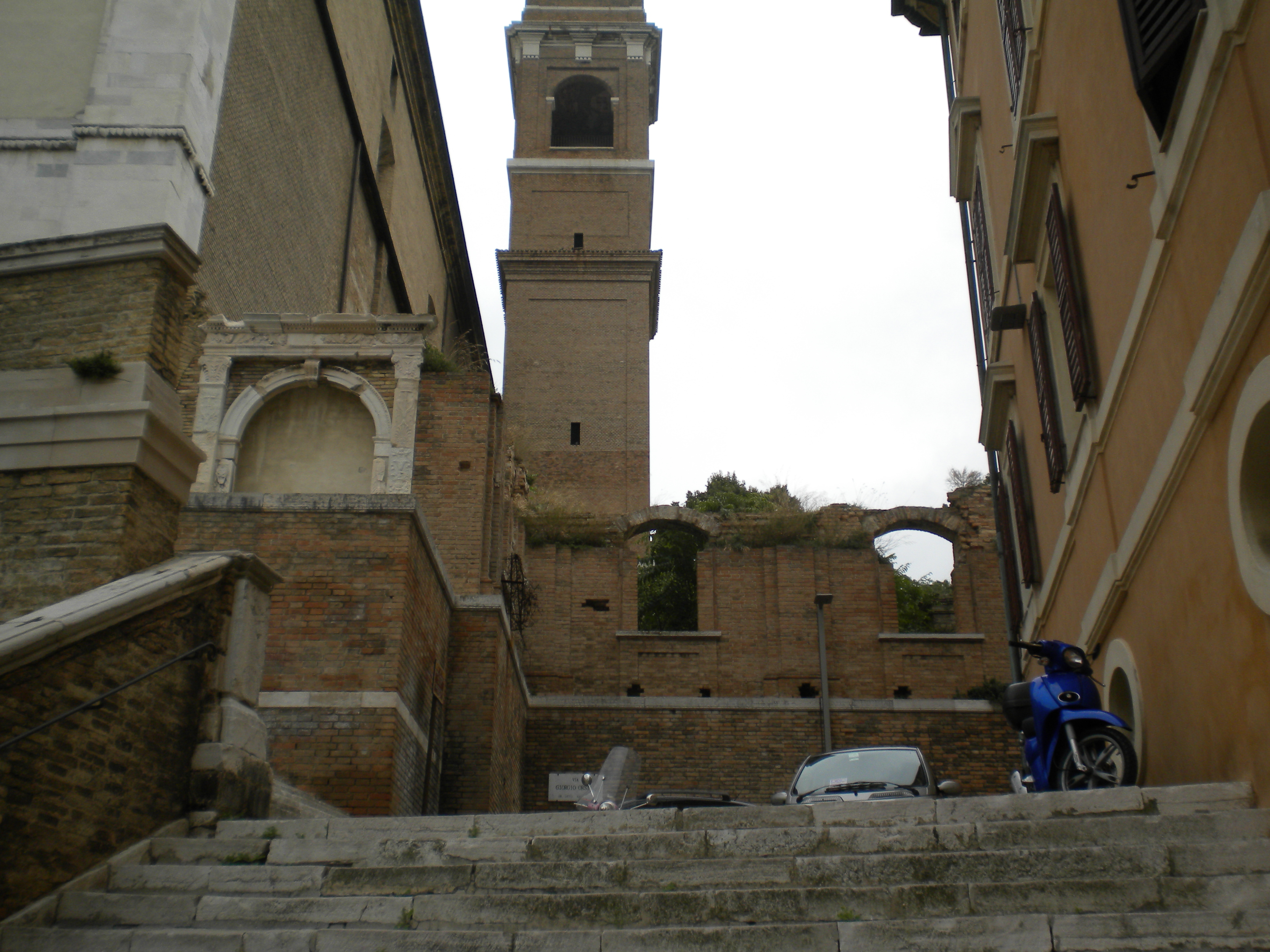
Das Franziskanerkloster in Ancona

Gelegenheit zur Durchführung seiner Absicht, in einen geistlichen Orden einzutreten ergab sich durch die Einladung von Papst Bonifatius VIII. an Guido nach Rom zu kommen, um gemeinsam Fragen der Politik und Verwaltung der Provinz Romagna zu besprechen. Guido begab sich daher am 26. Jänner 1296 nach Rom, wurde dort freundlich und seinem Rang entsprechend empfangen und hatte mehrere Gespräche mit dem Papst, der ihm anbot, in einem der geistlichen Orden seiner Wahl einzutreten. Graf Guido entschied sich darauf für den Franziskanerorden, worauf der Papst am 23. Juli 1296 von Agnani aus einen Empfehlungsbrief an den Provinzial des Ordens in der Mark Ancona schrieb und auch Verfügungen über die Frage traf, welche Teile von dessen beweglichen und unbeweglichen Vermögen an die Familie Guidos bzw. an die Kirche fallen sollten. Zugleich schrieb er an den Rektor der Mark Ancona, Guglielmo Durand Bischof von Mende, dass dieser einen von ihm gefangengehaltenen Anhänger Guidos freilassen solle. Guido fasste daher den Entschluss, sich endgültig von weltlichen Angelegenheiten zurückzuziehen und diese, wie die Führung seines alten Geschlechtes dem ältesten Vertreter des Hauses, seinem Cousin Galeotto (genannt Galasso) da Montefeltro († 1300), zu überlassen. Am 17. November 1296 legte „Guido conte di Montefeltro capitano di guerra“ die feierlichen Gelübde ab und trat in Ancona in den Franziskanerorden ein. Im Anschluss daran unternahm er eine Pilgerreise zum Grab des Heiligen Franz von Assisi und zum Grab der Apostel in Rom, wobei er vom Papst ehrenvoll empfangen wurde.
Im Zusammenhang mit diesem Besuch und seinen Gesprächen mit dem Papst kamen – wohl vor dem Hintergrund der laufenden Konfrontation des Papstes mit Kardinälen aus dem Haus Colonna – Gerüchte in Umlauf, Guido hätte dem Papst als schlechter Ratgeber gedient, und diesem als Taktik empfohlen, „zwar viel zu versprechen, aber nur wenig zu halten“. Dieser Rat von Guido da Montefeltro erscheint Dante als eines der schwersten Verbrechen, da er Guido – trotz ausdrücklicher Versöhnung mit Kirche und Papst, trotz vorbildlichem Lebensabend als Franziskaner – in der Göttlichen Komödie in den achten Kreis des Inferno (der Hölle) zu den falschen Ratgebern und zu einer Existenz als lebende Flamme verbannt. Dies ist vielleicht durch die persönliche Feindschaft des Guelfen Dante gegenüber dem berühmten Anführer der Ghibellinen Guido da Montefeltro begründet, gegen den Dante persönlich mit der Waffe in der Hand gekämpft hatte. In Ancona lebte Guido seine letzten Jahre zurückgezogen und in großer Bescheidenheit als Bruder im dortigen Franziskanerkloster und ging nach zeitgenössischen Berichten von Haus zu Haus, um Almosen für den Orden zu sammeln und sich ganz von irdischem Glanz und Glorie der Vergangenheit abzulösen.
Guido da Montefeltro starb als Franziskaner in seinem Kloster in Ancona (nach anderen Quellen in Assisi) am 29. September 1298, am Festtag des Erzengels Michael, der nach zeitnahen ritterlicher Legenden zu ihm kam, um die Seele des großzügigen Paladins und frommen Franziskaners in Empfang zu nehmen. Er wurde zunächst in Ancona begraben, wurde dann nach Urbino überführt und in der dortigen Franziskanerkirche und schließlich 1443 im Mausoleum der Familie Montefeltro, im Sacellum von San Donato nahe der heutigen Kirche San Bernardino bestattet.

## Besitzungen
Im Jahre 1253 starb Guidos Vater, Monfeltrano II. da Montefeltro was zu einer Aufteilung der Familiengüter führte, wobei Guido die Grafschaft Montefeltro sowie die Territorien um die Burgen von Monte Cerignone und von Montecopiolo erhielt und zugleich die Verantwortung für die Erhaltung des Besitzstandes der Familie übernahm. In dieser Eigenschaft gelang es ihm, gegen den Zugriff des Condottiere und apostolischen Legaten Uguccione della Faggiola 1256 ein Bündnis der Städte und Gemeinden der Region Massa Trabaria herzustellen, dem sich auch die Stadt Arezzo anschloss.
Das Ableben seines Vaters Monfeltrano II. im Jahre 1253, und dem seines Onkels Ugolino da Montefeltro, der Bischof von Montefeltro 1232–1250, der 1250 abgesetzt und 1252 wieder als Bischof eingesetzt wurde und das anerkannte Haupt der Ghibellinen der Romagna war, jedoch im Jahre 1252 verstarb, veranlasste Guido, sich um das Erbe seiner Familie zu kümmern. Bei der Aufteilung der Güter mit seinen Brüdern erhielt Guido die Grafschaft Montefeltro und sein jüngerer Bruder Taddeo die Grafschaft Pietrarubbia. Durch seine Ehe war er ab 1263 Herr der Grafschaft Ghiaggiolo.
Sein Besitz erwies sich jedoch wegen seiner aktiven, für den Kaiser und gegen den Papst gerichteten Politik als äußerst wechselhaft. Ghiaggiolo verlor er noch im selben Jahr 1263, die Grafschaft Montefeltro verlor er 1266 an seine jüngeren Bruder Taddeo da Montefeltro, der sich diese aneignete. Er erhielt zwar 1282 Montefeltro zurück, wurde jedoch 1283 vom Volk vertrieben, das sich dem Papst unterwarf. Er war 1282 Herr von Cesena, Forlì, Senigallia, Jesi und von Teilen der ghibellinischen Romagna, verlor diese jedoch bereits 1283 wieder. Er war Graf von Urbino, wurde jedoch vom Papst 1286 völlig enteignet. Nach einem langen Exil wurde er 1289 zum Regenten der Republik Pisa bestellt, jedoch 1293 durch den Vertrag von Fucecchio abgesetzt. Schließlich erlangte er 1295 eine päpstliche Absolution und damit die Rückstellung der Grafschaften Montefeltro und Urbino, trat jedoch 1296 in den Franziskanerorden ein.

## Wertung
Die unterschiedliche Beschreibung Guidos durch seine Zeitgenossen zeigt, dass Guido widersprüchliche Facetten aufweist. Dies nicht zuletzt dadurch, dass er durch seine Herkunft, durch sein politisches Bekenntnis als Ghibelline, als herausragender Feldherr und Gouverneur unter wechselnden äußeren Bedingungen aktiv war, wodurch er sich nicht nur Bewunderer, sondern auch erbitterte Gegner schuf.
Als Mitglied des alten Feudaladels der Romagna war er Teil der traditionellen lokalen Rivalitäten zwischen benachbarten Dynastien – insbesondere mit seinem Erzfeind, Malatesta da Verrucchio.
Auf der Ebene der regionalen Politik war Guido als traditionelles Mitglied der Partei der Ghibellinen in der in Ghibellinen und Guelfen gespaltenen italienischen Gesellschaft seiner Zeit Exponiert, da er als listenreicher Anführer und Condottiere in zahllosen bürgerkriegsähnlichen Konflikten und Konfrontationen verwickelt war, in denen beide Parteien bemüht waren, sich die Kontrolle über Städte und ganze Regionen streitig zu machen und dies selbst dann noch, als Reichsitalien kaum noch mehr als eine Erinnerung war.
Auf internationaler Ebene war Guido als Lehensmann der Römisch-deutschen Könige Teil des epischen Ringes zwischen Kaiser und Papst um die Macht in Reichsitalien. Er unterstützte die letzten Vertreter der Hohenstaufen bis zu ihrem Erlöschen und führte den Kampf mit dem Papst auch noch im folgenden Interregnum in der Hoffnung auf eine Wiederkehr kraftvoller „römischer Könige“, fort, die bereit und in der Lage wären, die alte Ordnung wieder herzustellen. Schließlich scheiterte sein Bemühen an der Haltung von König Rudolf I. aus dem Haus Habsburg, der – auf Fortsetzung des Kampfes zugunsten der – letztlich vergeblich – angestrebten Kaiserkrönung verzichtete.
Auf religiöser Ebene zählte er lebenslang zu den Anhängern des heiligen Franz von Assisi, der revolutionär die Armut der Kirche forderte und wohl auch zu den Anhängern der Lehre des Joachim von Fiore von den drei Zeitaltern zählte und die verbreitete Hoffnung seiner Zeit teilte, dass durch die Wahl des Papstes Clemens V. in der Kirche eine fundamentale Wende hin zur Spiritualität – das Zeitalter des Heiligen Geistes – eintreten könnte. Mit dem Rücktritt des Papstes verflog zwar diese Hoffnung, Guido hinterfragte jedoch sein eigenes Leben überlegte eine persönliche Wende zur Spiritualität – die er später durch Eintritt in den Franziskanerorden vollzog.
„Unsterblich“ wurde er auf der Metaebene der Dichtung von Dante Alighieri. In Dantes Sicht war Guido ein erbarmungsloser Gegner der Guelfen und der Kirche, der sich der Wiederherstellung der territorialen Kontrolle der Kirche gegenüber kaiserlichen Ansprüchen widersetzte. Er sah ihn als politischen – und militärischen – Gegner und verbannte ihn – trotz vorbildlichem Ende als Bettelmönch – in den vorletzten Kreis der Hölle, weil er dem Papst den Rat gab, mehr zu versprechen als zu halten.
Das Leben des Guido da Montefeltro zeigt, wie das weniger anderer Zeitgenossen, die ganze Breite der sich vielfältig überschneidenden Ideale, Hoffnungen und Rückschläge seiner Zeit. Über den üblichen feudalen Machtkämpfen stand er im Bann der Konfrontation kaiserlicher und päpstlicher Machtansprüche, wurde aber auch von der intellektuellen Auseinandersetzung von kirchlichen Visionären wie Joachim von Fiore und von kirchlichen Reformern wie Franz von Assisi geprägt, was ihn jedoch – trotz Reue und Rückzug in ein geistliches Leben – nicht davor bewahren konnte, dass Dante ihm – im Zorn – in der Göttlichen Komödie eine grausame Bestrafung zuwies.

## Ehe und Nachkommen

### Ehe
Guido war mit Manentessa di Ghiaggiolo, einer Tochter von Guido Graf von Chiaggiolo, (heute ein Teil der Gemeinde Civitella di Romagna im Tal des Bidente, in der Grafschaft Forli in der Region Emilia-Romagna), Herr von Cusercoli (in Civitella di Romagna), Valpondi, Meldola, Seguno, Sambuceto, Montevecchio, Montepuzzoli, Valdarche, Ustigano, Mustiola und Laiola. Mantenessa war eine Schwester von Uberto di Chiaggiolo († 1263) – dem letzten männlichen Vertreter seiner Familie – und eine Tante von Orabile Beatrice di Ghiaggiolo, der Erbin der Familie, die mit Paolo „il Bello“ (dem Schönen) Malatesta (* in Verucchio um 1246; † Gradara 1285) verheiratet war. der mit Francesca da Rimini ein tragisches Liebespaar bildete, das nicht nur in Dantes Göttliche Komödie, sondern auch in zahlreiche spätere Darstellungen Eingang fand.

### Nachkommen
Aus seiner Ehe mit Manentessa di Ghiaggiolo hatte Guido vier Kinder, wobei er zweien, Federico und Corrado, „staufische“ Namen gab.
1. Graf Federico I. da Montefeltro († 25. April 1322), 4. Graf von Urbino, Graf von Montefeltro, Herr von Serrungarina und Monte Campanaro, kurzfristig Herr von Fano, Pesaro und Senigallia etc. Er war verheiratet mit einer Frau unbekannten Namens.
  1. Graf Sighinolfo, genannt Nolfo da Montefeltro (* um 1290; † 1364). Er war der älteste Sohn seines Vaters und wurde im Juli 1323 zum Herrn von Urbino, war ab 1338 Graf von Montefeltro und von 1340 bis 1355 Herr von San Marino. Im Jahre 1359 wurden ihm von Kardinal Albornoz sämtliche Güter entzogen. Er war verheiratet mit einer Gabrielli, die eine Tochter des Cantuccio Gabrielli (* Giubbio) war, der Guelfe, 1315 Podesta von Orvieto, 1331 Capitano di Guerra von Florenz, und Herr von Gubbio war und als Sohn des Petruccio di Gabriello aus einer der mächtigsten Familien in Gubbio stammte.[46]
  2. Guido Novello, genannt Tigna da Montefeltro, diente 1341 als Hauptmann der Streitkräfte von Florenz
2. Ugolino da Montefeltro (1260–1321), Geistlicher, Propst des Kapitels der Kathedrale von San Leo, wurde von der päpstlichen Kurie 1283 abgesetzt und gemeinsam mit seinem jüngeren Bruder Corrado lange inhaftiert.
3. Corrado da Montefeltro († 1318), Mönch der Augustiner-Eremiten, später Bischof von Urbino 1309–1318.
4. Bonconte II. da Montefeltro (* um 1250; † 1289), wurde von König Rudolf I. zum Ritter geschlagen, war 1288 Kommandant der Truppen von Arezzo und fiel in der Schlacht bei Campaldino am 11. Juni 1289. Er wird von Dante Alighieri im V. Gesang des Purgatoriums (Fegefeuer) erwähnt.

Graf Sighinolfo, Guidos Enkel, war der nähere Stammvater des Hauses Montefeltro, als dessen berühmtester Vertreter Federico da Montefeltro (* 1422 in Gubbio; † 1482 in Ferrara), Herzog von Urbino (1444–1482), in die Geschichte einging, das jedoch mit Federicos Sohn Guidobaldo I. da Montefeltro (1472; † 1508), in männlicher Linie erlosch.
In weiblicher Linie gibt über Federicos Tochter, Giovanna da Montefeltro (* 1463 in Urbino; † dort am 25. November 1513), verheiratet mit Giovanni della Rovere, Herzog von Sora und Arce († 1501), Nachkommen nicht nur in Italien und Frankreich, sondern über die d’Avalos und die Gonzaga von Novellara auch in Deutschland (etwa die Nachkommen von Franz Wilhelm I. Graf von Hohenems († 1662)) und in Österreich (etwa die Nachkommen von Otto Friedrich Reichsgraf von Harrach († 1648), der mit Lavinia Maria Thekla Gonzaga Gräfin von Novellara verheiratet war).

## Nachleben

### In Dantes Göttlicher Komödie

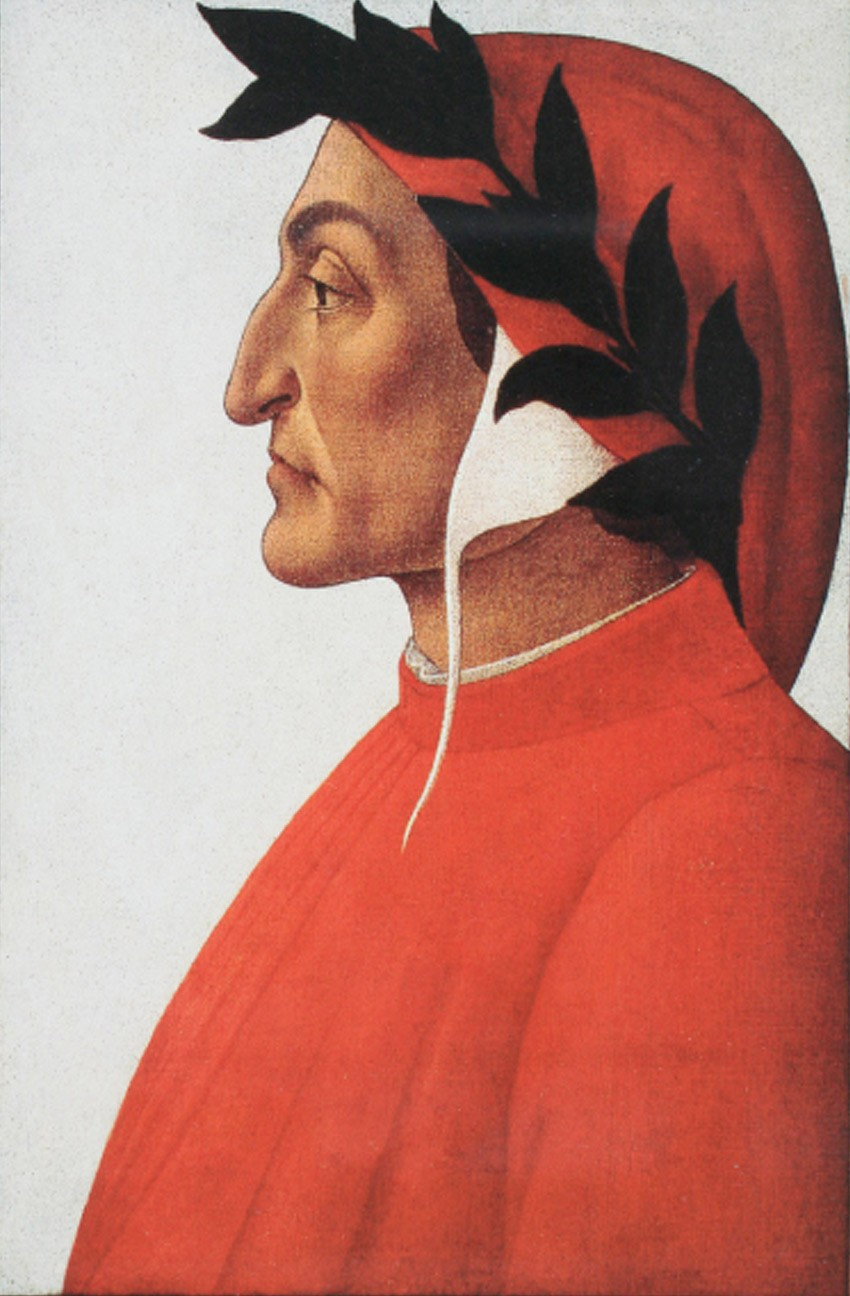
Porträt des Dante Alighieri, Sandro Botticelli, um 1495

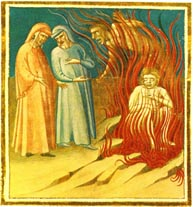
Dante und Vergil im Inferno mit Guido da Montefeltro unter den falschen Ratgebern

Dass Guido da Montefeltro nicht wie andere seiner Zeitgenossen in Vergessenheit geriet; verdankt er in erster Linie seinem Zeitgenossen, dem größten italienischen Dichter seiner Zeit: Dante Alighieri (* Mai oder Juni 1265 in Florenz; † 14. September 1321 in Ravenna).
Als berühmtem Feldherrn, der sich nach langen Kämpfen und Gewalttaten reumütig zwei Päpsten unterwarf und von diesen die Absolution erlangte und der als demütiger Franziskaner seine Tage beendete, könnte man in Dantes Göttlicher Komödie für Guido einen Platz im Fegefeuer erwarten. Dies war jedoch nicht der Fall, denn Dante war als Florentiner und überzeugter Guelfe ein entschiedener Gegner Guidos, gegen den er sogar mit der Waffe in der Hand gekämpft hatte. Entsprechend düster ist daher die Darstellung der Begegnung Dantes mit Guido da Montefeltro in der Göttlichen Komödie im 27. Gesang des Inferno in den Versen 1 bis 136 in dem Guido im 8. (vorletzten) Kreis der Hölle – der den trügerischen Ratgebern vorbehaltenen – als ewig brennende, lodernde Flamme beschrieben wird. Er lässt Guido ab dem 98. Vers selbst sein Vergehen beschreiben, nämlich als ein Gespräch mit Papst Benedikt VIII. – den Dante im 85 Vers als „Fürst der neuen Pharisäer“ bezeichnet- in dem Guido dem Papst widerwillig als erfolgversprechende Taktik zur Rückgewinnung des Heiligen Landes' rät, „viel zu versprechen aber wenig zu halten“:
Er frug um meinen Rat; ich aber Schwieg,
denn seine Worte achtet‘ ich für trunken.
Dann sagt’ er: Fürchte Dich nicht in Deinem Herzen
Ich spreche dich im Voraus los, doch lehre
Mich, wie ich Palästina niederwerfe.
Den Himmel kann so lösen ich als binden
Wie Du wohl weißt, darum sind zwei der Schlüssel,
Die mein Vorgänger nicht zu schätzen wusste. -
Bestimmt war ich von den gewicht‘ gen Gründen
Die mir als schlimmstes Teil das Schweigen wiesen,
Und sagte: Vater, da du von der Sünde,
In die ich fallen soll, mich also reinwäscht,
Wird viel versprechen und nur wenig halten
Im hohen Sitze dir Triumph verleihen.-
Bemerkenswert ist auch die folgende Beschreibung des Kampfes um die Seele Guidos nach dessen Tod, in dem der Schutzpatron Guidos – Franz von Assisi – an der sophistischen „Logik“ des Teufels scheitert, da die vom Papst im Voraus zugesagte Straffreiheit nicht zum Tragen kommt, da eine Lossprechung vor der Reue nicht wirksam sein kann.
Als ich dann tot war, kam um meinetwillen
Der heil’ge Franz; jedoch ein schwarzer Cherub
Rief aus: Lass ab von ihm, tu mir kein Unrecht!
Herab zu meinen Knechten muss er kommen.
Weil den betrügerischen Rat er gab,
Seit welchem meine Hand am Schopf ihn festhält.
Lossprechen kann man den nur, der bereut,
Und sünd‘ gen und bereu’n geht nicht zusammen
Des Widerspruchs wegen, der’s nicht zulässt.-
O weh mir Armen, wie entsetzt ich mich,
Als er mich packt‘ und rief: Du dachtest
Wohl nicht, dass ich auf Logik mich verstünde?
… Verse 124 -126:
Der; sagt er, kommt zum räuberischen Feuer! –
Drum bin ich da, wo du mich siehst verloren
Und wandle jammervoll in solchem Kleide.
Damit gelingt es Dante, gleichzeitig seiner Aversion gegen den gegnerischen Ghibellinen Guido da Montefeltro und auch gegen Papst Bendikt VIII. Ausdruck zu verleihen, indem er den Papst subtil – durch die vorauseilende Absolution – letztlich für die Verdammnis Guidos verantwortlich macht. Die „Verbannung“ der Darstellung von Guido da Montefeltro in den 8. Kreis der Hölle – zwischen Odysseus, dem listenreichen Helden der griechischen Mythologie und Mohammed (+ 632), dem Propheten des Islam, der laut Dante „Zwietracht und Spaltung gesät hat“ (28. Gesang der Hölle) zeigt – weit ausgreifend – weitere Aversionen Dantes: Sowohl gegen antike und damit vorchristliche Heldengestalten als auch und gegen den als Bedrohung angesehenen Islam – 1291 endete mit dem Fall von Akkon nach 200 Jahren das Königreich Jerusalem – und illustriert damit die religiös bestimmte mittelalterliche Denkweise seiner Zeit. Im phantastischen Universum der Göttlichen Komödie findet man aber auch eine ganze Reihe von Personen aus Guidos Umkreis – sowohl seine Förderer wie seine Gegner – und insbesondere auch seinen jüngsten Sohn, Bonconte da Montefeltro († 1289) und im V. Gesang des Inferno seine angeheiratete Nichte Francesca da Rimini (da Polenta) (* 1259/60; † Castello di Gradara 1295) die mit ihrem Geliebten Paolo Malatesta von ihrem Ehemann, Gianciotto Malatesta ermordet wurde.

### Bei Giovanni Villani
Giovanni Villani (* um 1280 in Florenz; † dort 1348 an der Pest) war ein bedeutender italienischer Geschichtsschreiber, ein Kaufmann und Politiker, der als Florentiner ein Anhänger der gegnerischen Guelfen war, trotzdem jedoch anerkennende Worte für Guido da Montefeltro fand: «Guido conte di Montefeltro, savio e sottile d’ingegno di guerra più che niuno che fosse al suo tempo» (Etwa: „Guido Graf von Montefeltro, war mehr als jeder andere seiner Zeit weise und in der Kriegskunst erfindungsreich“).

### Bei Benvenuto da Imola
Bei Benvenuto da Imola (Imola, 1330 – Ferrara, 1388), einem italienischen Literaten, der als einer der Ersten Dantes Göttliche Komödie kommentierte, wird Guido von Montefeltro sogar über die von Vergil besungenen frühen römischen Könige gestellt.

### In familiengeschichtlichen Darstellungen
Das Selbstverständnis des Hauses Montefeltro – und damit auch die späteren Darstellungen der Familiengeschichte – fußen wesentlich auf der Gestalt Guidos, dem dort als „Guidi il vecchio“ als Kriegsmann und Mann der Kirche breiter Raum eingeräumt wird, sowie auf der Gestalt seines Sohnes Buonconte und auf dem bekanntesten Vertreter des Hauses, Federico da Montefeltro, Herzog von Urbino.

### Bei Filippo Ugolini
«il primo guerriero italiano del suo secolo» (1859, I, p. 62): (Etwa: Der beste italienische Feldherr seines Jahrhunderts):

### Bei Ferdinand Gregorovius
Auch Ferdinand Gregorovius (* 19. Januar 1821 in Neidenburg, Masuren; † 1. Mai 1891 in München) der wohl bedeutendste deutsche Historiker der italienischen Geschichte, fand in seinem monumentalen Werk „Die Geschichte der Stadt Rom im Mittelalter“ anerkennende Worte für Guido da Montefeltro als stellvertretendem Senator von Rom: „Guido da Montefeltro, Herr von Urbino, wie seine Ahnen eifriger Ghibelline, ein Mann, welcher Italien bald mit seinem Namen erfüllte und als der größte Feldherr seiner Zeit gepriesen wurde.“